# Élections municipales de 2014 à Nouméa
Les élections municipales ont eu lieu les 23 et 30 mars 2014 à Nouméa.

## Mode de scrutin
Le mode de scrutin à Nouméa est celui des villes de plus de 1 000 habitants : la liste arrivée en tête obtient la moitié des 53 sièges du conseil municipal. Le reste est réparti à la proportionnelle entre toutes les listes ayant obtenu au moins 5 % des suffrages exprimés. Un deuxième tour est organisé si aucune liste n'atteint la majorité absolue et au moins 25 % des inscrits au premier tour. Seules les listes ayant obtenu au moins 10 % des suffrages exprimés peuvent s'y présenter. Les listes ayant obtenu au moins 5 % des suffrages exprimés peuvent fusionner avec une liste présente au second tour.

## Contexte
La majorité sortante était détenue par le Rassemblement-UMP, ancien Rassemblement pour la Calédonie dans la République (RPCR), parti historique du courant de la droite anti-indépendantiste et antenne locale de l'UMP jusqu'en 2013. Ce parti a toujours contrôlé la ville à partir de sa création en 1977, et a toujours remporté la victoire dès le premier tour, que ce soit avec Roger Laroque, maire de 1953 à sa mort en 1985, puis Jean Lèques, maire depuis 1986. À l'exception notable des élections de 2008, lors desquelles une triangulaire a opposé au second tour trois listes de la droite anti-indépendantiste, dont celle du maire sortant. Nouméa est ainsi considérée comme un bastion de l'anti-indépendantisme.
Toutefois, la scission du camp loyaliste, qui s'est accélérée depuis 2008, et le fait que Jean Lèques ne se représente plus, rend les jeux particulièrement ouverts en 2014. Il s'agit également d'un test électoral pour toutes les formations en vue des prochaines élections provinciales de mai 2014.

### L'élection de 2008
Comme toutes les fois précédentes, Jean Lèques et sa liste Rassemblement-UMP sont réélus, mais ont dû pour la première fois concéder un second tour.
Il avait face à lui quatre autres listes, dont :
- deux divers droite clairement anti-indépendantistes, qui se sont qualifiés pour le second tour après avoir momentanément envisagé de fusionner :
  - Changer, c'est capital de Sonia Lagarde, chef du principal groupe d'opposition au conseil municipal depuis 2001 et soutenue par L'Avenir ensemble dont elle est elle-même une des figures dirigeantes (parti créé en 2004 par des dissidents ou opposants de plus ou moins longue date au Rassemblement-UMP, qui a remporté les élections provinciales de 2004, provoquant alors au niveau territorial et de la Province Sud la première réelle alternance depuis 1984, mais qui ont perdu les élections législatives de 2007) ;
  - Nouméa, la diversité en mouvement du sénateur UMP Simon Loueckhote, jusque-là élu municipal à Ouvéa et figure politique plutôt implantée dans les îles Loyauté, à ce moment président du Rassemblement pour la Calédonie (RPC, parti créé en 2006 par les plus fidèles partisans de l'ancien homme fort du camp anti-indépendantiste Jacques Lafleur, débarqué de la présidence du Rassemblement-UMP en 2005). Toutefois, Simon Loueckhote fait alors campagne à Nouméa sans le soutien de Jacques Lafleur ;
- une liste de la section locale du Front national, emmenée par le conseiller municipal sortant Bernard Herpin ;
- une liste « Accordiste » du parti Calédonie mon pays, c'est-à-dire se réclamant de l'idée de Destin commun développée dans l'accord de Nouméa et ne se positionnant pas clairement sur la question de l'indépendance ou unissant des personnalités des deux camps : Nouméa, c'est ma ville du conseiller municipal sortant Jean-Raymond Postic ;
- deux listes de gauche à forte tendance indépendantiste : 
  - Alternatives citoyennes - Une ville pour tous !, emmenée par Sylvain Pabouty (FLNKS-UNI-Palika), alors chef de cabinet de la vice-présidente du gouvernement local Déwé Gorodey et militant engagé dans la défense des squats du Grand Nouméa. Se voulant une liste d'« ouverture » à toutes les formations de gauche du territoire, elle comprend des membres issus non seulement des quatre composantes du FLNKS (le Palika, l'Union calédonienne, le RDO et l'UPM), mais aussi du LKS, de la fédération locale du PS (représenté par cinq personnes toutes présentes parmi les 10 premiers noms de la liste, et notamment Maryvonne Carpentier à la seconde place[1]) et de la société civile (dont trois figurent parmi les dix premiers de la liste)[2],[3] ;
  - une liste d'extrême gauche formée par le Parti travailliste, nouveau mouvement créé en 2007 pour servir de bras politique au principal syndicat indépendantiste, l'Union syndicale des travailleurs kanaks et des exploités (USTKE), menée Jean Durut, ancien directeur du Centre d’information et d’orientation (CIO).

Les principaux thèmes sur lesquels pratiquement toutes les listes font campagne en 2008 concernent alors essentiellement :
- la circulation, devenue un véritable problème, la ville étant engorgée aux heures de pointe notamment sur les axes stratégiques la reliant aux autres communes du Grand Nouméa. À cette question s'associe celle du stationnement. Les solutions proposées dans ce domaine varient particulièrement entre les différentes listes, même si beaucoup d'entre elles envisagent le développement de nouveaux modes de transport en commun du type tramway, tram-train ou trolleybus.
- l'environnement dans une ville à la forte croissance démographique pour un espace limité et où l'utilisation de l'automobile est particulièrement importante. La plupart des listes se retrouvent alors sur la nécessité d'instaurer le tri sélectif et le recyclage des déchets dans la capitale.
- la lutte contre l'insécurité, en constante augmentation au cours de l'année 2007. Plusieurs formations candidates proposent l'installation de caméras de surveillance.

| Tête de liste                                        | Tête de liste       | Parti  | Résultats 1er tour | Résultats 1er tour | Résultats 2e tour | Résultats 2e tour | Résultats 2e tour |
| Tête de liste                                        | Tête de liste       | Parti  | Voix               | %                  | Voix              | %                 | Sièges            |
| ---------------------------------------------------- | ------------------- | ------ | ------------------ | ------------------ | ----------------- | ----------------- | ----------------- |
|                                                      | Jean Lèques         | R-UMP  | 11 057             | 43,49 %            | 12 504            | 49,41 %           | 40                |
|                                                      | Sonia Lagarde       | AE     | 6 290              | 24,74 %            | 8 379             | 33,11 %           | 9                 |
|                                                      | Simon Loueckhote    | RPC    | 3 185              | 12,53 %            | 4 422             | 17,47 %           | 4                 |
|                                                      | Jean-Raymond Postic | UC     | 1 425              | 5,61 %             |                   |                   |                   |
|                                                      | Bernard Herpin      | FN     | 1 371              | 5,39 %             |                   |                   |                   |
|                                                      | Sylvain Pabouty     | Palika | 1 174              | 4,62 %             |                   |                   |                   |
|                                                      | Jean Durut          | PT     | 921                | 3,62 %             |                   |                   |                   |
| Abstention au 1er tour : 46,19 % ; 2e tour : 45,91 % |                     |        |                    |                    |                   |                   |                   |

### Évolutions du contexte politique local après les élections de 2008
Depuis 2008, le paysage politique nouméen a fortement évolué, avec trois points de rupture principaux : 
- Dès l'année 2008, avec la scission connue par L'Avenir ensemble qui aboutit le 11 octobre 2008 à la formation du parti Calédonie ensemble, qui conserve de l'ancien parti victorieux de 2004 son programme à forte orientation sociale, l'essentiel de ses élus à l'assemblée de la Province Sud (dont le président de cette assemblée, Philippe Gomès, qui est le principal meneur de ce nouveau mouvement) et la totalité des élus du groupe « Changer, c'est capital » du conseil municipal de Nouméa ; la même année, Simon Loueckhote rompt avec le RPC et fonde son propre parti sur la base de sa liste aux municipales de Nouméa, baptisé le Mouvement de la diversité (LMD).
- Après la proposition formulée en 2010 par le président du Rassemblement-UMP, Pierre Frogier, de faire lever le drapeau dit « Kanaky » ou indépendantiste sur les édifices publics (dont la mairie de Nouméa) aux côtés du drapeau national français, et la forte opposition de Calédonie ensemble à cette idée, entraînant une rivalité de plus en plus vive entre ces deux partis, plusieurs conseillers municipaux des deux camps font dissidence en 2011 en fonction de leur opinion personnelle sur le sujet. Tout d'abord, le médiateur municipal Philippe Blaise quitte le Rassemblement-UMP en février 2011 pour marquer son opposition à cette levée du drapeau indépendantiste et siège ensuite comme non-inscrit dans l'opposition, finissant par créer un Collectif pour un drapeau commun puis son propre parti, le Mouvement républicain calédonien, et réduisant ainsi le groupe de la majorité municipale à 39 élus sur 53[4]. Toutefois, le même sujet des deux drapeaux provoquent la défection de deux conseillères du groupe « Changer c'est capital » (qui passe ainsi de 9 à 7 membres), Jacqueline Bernut et Marie-Laure Lafleur, en avril et mai 2011[5] : siégeant d'abord aussi comme non inscrites, elles rejoignent rapidement le groupe du Rassemblement-UMP, qui compte donc désormais 41 conseillers. Ce nombre est porté à 42 avec le ralliement de l'une des quatre conseillères de « Nouméa la diversité en mouvement », Gloria Outu, en août 2011[6].
- Mais le principal bouleversement intervient après les élections législatives de juin 2012 qui voient, dans les deux circonscriptions néo-calédoniennes, une victoire des candidats Calédonie ensemble et une défaite sévère pour le Rassemblement-UMP (Sonia Lagarde battant notamment le 1er adjoint au maire et député sortant Gaël Yanno dans la première circonscription). En effet, en 2013, le 1er adjoint au maire et ancien député Gaël Yanno, en désaccord avec le président du Rassemblement-UMP Pierre Frogier sur les conséquences à tirer de la défaite du parti aux législatives, fait dissidence et crée son propre parti, le Mouvement populaire calédonien (MPC). Il emporte avec lui la quasi-totalité des 15 adjoints (11) et 9 des 26 autres conseillers municipaux du Rassemblement-UMP qui constituent le 30 juin 2013 un groupe distinct de 20 membres tout en revendiquant faire toujours partie de la majorité municipale[7],[8] (bien que Gaël Yanno et ses partisans aient réussi à faire voter le 25 juin 2013 une diminution de la subvention attribuée par la mairie à la radio anti-indépendantiste, et proche politiquement du Rassemblement-UMP, RRB, contre l'avis du maire Jean Lèques)[9]. Le 6 août 2013, 19 autres conseillers de l'ancienne majorité restés fidèles à Jean Lèques et à la direction du Rassemblement-UMP s'unissent aux 3 élus restants de « Nouméa la diversité en mouvement » pour former un nouveau groupe de 22 membres (le maire, 3 adjoints à savoir le 4e adjoint Jean-Claude Briault, le 9e Gérard Vignes et le 11e Jean-Robert Monnier, et 18 conseillers) intitulé « Engagement pour une Calédonie dans la France » (ECF). Les 3 derniers membres de l'ancien groupe Rassemblement-UMP (la 13e adjointe et historienne Christiane Terrier, les conseillers Laurent Cassier et David Tevan) refusent de prendre parti et rejoignent Philippe Blaise parmi les non-inscrits[10]. Finalement, Laurent Cassier rejoint lui aussi le MPC.

Enfin, en vue des échéances municipales et provinciales de 2014, trois grandes forces électorales se constituent peu à peu, dont deux par coalition de plusieurs partis :
- Engagement pour une Calédonie dans la France (ECF) qui réunit les partis Rassemblement-UMP du sénateur Pierre Frogier, L'Avenir ensemble du président du gouvernement et maire de Païta Harold Martin, le LMD de l'ancien sénateur Simon Loueckhote, l'Union pour un destin calédonien (UDC) de Nathalie Brizard (élue du Congrès exclue en 2010 du RPC) et le représentant local du Mouvement démocrate (MoDem) Didier Leroux. Ses principaux objectifs sont de continuer la politique menée depuis 2009 et de rechercher une solution consensuelle avec les indépendantistes sur l'avenir institutionnel, afin d'éviter un référendum qualifié de « couperet ». Au niveau municipal, l'ECF constitue un groupe politique de 22 élus issus de la réunion des groupes Rassemblement-UMP et « Nouméa, la diversité en mouvement », est soutenue par le maire Jean Lèques qui décide de ne pas briguer de nouveau mandat et est dominée par le 4e adjoint Jean-Claude « Gaby » Briault et la présidente du groupe Virginie Ruffenach.
- Union pour la Calédonie dans la France (UCF), alliance formalisée en octobre 2013 dans le but de réunir les anti-indépendantistes sur un certain nombre de points sur lesquels, selon eux, ils ne devraient pas reculer face aux indépendantistes et ainsi adopter une attitude plus ferme dans leurs négociations avec ces derniers, elle regroupe le MPC de Gaël Yanno, le MRC de Philippe Blaise et le RPC désormais présidé par Isabelle Lafleur, la fille de Jacques Lafleur (décédé en 2010). Au conseil municipal, cette alliance repose sur le groupe du MPC et sur l'élu sans étiquette Philippe Blaise, soit 21 conseillers sortants, et est menée par Gaël Yanno.
- Calédonie ensemble, à travers le groupe « Changer, c'est capital » de Sonia Lagarde et de ses 7 élus d'opposition.

### Conseil municipal sortant

#### Groupes politiques
Voici ci-dessous le partage des sièges au sein du Conseil municipal de Nouméa à la fin du mandat 2008-2014, sur 53 sièges :

#### Conseillers municipaux sortants
| Fonction,                       | Nom                         | Parti | Parti |
| ------------------------------- | --------------------------- | ----- | ----- |
| Maire                           | Jean Lèques                 |       | R-UMP |
| 1er adjoint                     | Gaël Yanno                  |       | MPC   |
| 2e adjointe                     | Isabelle Champmoreau        |       | MPC   |
| 3e adjoint                      | Michel Vittori              |       | MPC   |
| 4e adjoint                      | Jean-Claude Briault         |       | R-UMP |
| 5e adjoint                      | Jean-Claude Doudoute        |       | MPC   |
| 6e adjointe                     | Maryse Frarin La Michellaz  |       | MPC   |
| 7e adjointe                     | Francine Beyney             |       | MPC   |
| 8e adjointe                     | Dominique Korfanty          |       | MPC   |
| 9e adjoint                      | Gérard Vignes               |       | R-UMP |
| 10e adjoint                     | Charles Éric                |       | MPC   |
| 11e adjoint                     | Jean-Robert Monnier         |       | R-UMP |
| 12e adjointe                    | Malia Maugateau             |       | MPC   |
| 13e adjointe                    | Christiane Terrier          |       | MPC   |
| 14e adjoint                     | Jean Wasman                 |       | MPC   |
| 15e adjointe                    | Marie-Josée Barbier-Pontoni |       | MPC   |
| Conseiller municipal délégué    | Fizié Bolé                  |       | R-UMP |
| Conseillère municipale déléguée | Maryse Briatte              |       | R-UMP |
| Conseiller municipal délégué    | Marc-Kanyan Case            |       | R-UMP |
| Conseillère municipale déléguée | Pascale Certa               |       | R-UMP |
| Conseillère municipale déléguée | Éliette Cognard             |       | R-UMP |
| Conseillère municipale déléguée | Marguerite Katea            |       | R-UMP |
| Conseillère municipale déléguée | Tiaré Le Goff               |       | R-UMP |
| Conseillère municipale déléguée | Maraéa Néa                  |       | R-UMP |
| Conseiller municipal délégué    | Steeve Newland              |       | R-UMP |
| Conseillère municipale déléguée | Christine Poellabauer       |       | R-UMP |
| Conseillère municipale déléguée | Sabrina Rosa-Asik           |       | R-UMP |
| Conseillère municipale déléguée | Virginie Ruffenach          |       | R-UMP |
| Conseiller municipal délégué    | Karl Stephan Viannenc       |       | R-UMP |
| Conseiller municipal délégué    | Bill Yamamoto               |       | R-UMP |
| Conseillère municipale déléguée | Bernadette Brizard Duméry   |       | MPC   |
| Conseiller municipal délégué    | Luc Devillers               |       | MPC   |
| Conseiller municipal délégué    | Éric Eschenbrenner          |       | MPC   |
| Conseillère municipale déléguée | Nicole Furic                |       | MPC   |
| Conseillère municipale déléguée | Sylvie Grandjean            |       | MPC   |
| Conseillère municipale déléguée | Mireille Levy               |       | MPC   |
| Conseillère municipale déléguée | Lola Lomont                 |       | MPC   |
| Conseiller municipal            | Marco Atolomako Puluiuvea   |       | LMD   |
| Conseillère municipale          | Jacqueline Bernut           |       | R-UMP |
| Conseillère municipale          | Nicole Panayotou            |       | R-UMP |
| Conseiller municipal            | Michel Crombez              |       | LMD   |
| Conseiller municipal            | Christophe Delière          |       | LMD   |
| Conseillère municipale          | Marie-Laure Lafleur         |       | MPC   |
| Conseillère municipale          | Gloria Outu                 |       | MPC   |
| Conseiller municipal            | Laurent Cassier             |       | MPC   |
| Conseiller municipal            | Philippe Blaise             |       | MRC   |
| Conseiller municipal            | David Tevan                 |       | MPC   |
| Conseillère municipale          | Sonia Lagarde               |       | CE    |
| Conseiller municipal            | Christophe Chevillon        |       | CE    |
| Conseillère municipale          | Kareen Cornaille            |       | CE    |
| Conseiller municipal            | Jean-Pierre Delrieu         |       | CE    |
| Conseillère municipale          | Pascale Daly                |       | CE    |
| Conseiller municipal            | Jean Van Mai                |       | CE    |
| Conseiller municipal            | Henri Ouillemon             |       | CE    |

### Enjeux
Les Nouvelles calédoniennes publient le 5 décembre 2013 un sondage réalisé sur les élections municipales à la demande du quotidien par l'institut Quid Novi du 22 au 30 novembre précédent auprès de 555 Nouméens. Celui-ci met alors en évidence certaines des préoccupations principales des personnes interrogées : 52 % d’entre elles disent être assez satisfaites de l’action de la majorité sortante, contre 23 % qui ne le sont pas tellement et 10 % pas du tout ; 79 % estiment qu’il faudrait limiter les vols et les cambriolages ; 57 % réclament plus de places de stationnement gratuites ; 24 % souhaitent plus de commerces en centre-ville ; 36 % sont préoccupés par les chiens qui aboient ou les chiens errants. Plus qu'en 2008, la sécurité apparaît comme le principal thème de campagne et de préoccupation des électeurs pour les municipales à Nouméa, dans un climat de tension généré par les incertitudes quant aux provinciales de mai 2014 (qui ouvrent la période dite de « sortie » de l'accord de Nouméa) et alimenté par de nombreux faits-divers relayés par les différents médias locaux.
Sur le plan purement électoral, les élections municipales apparaissent avant tout pour les différentes formations néo-calédoniennes comme un test en vue des élections provinciales de mai 2014. Dans le camp anti-indépendantiste, il s'agit de déterminer laquelle des trois principales forces va prendre l'avantage sur ce camp, avec des intérêts particuliers pour chacune d'entre elles :
- Calédonie ensemble espère transformer ses succès aux élections législatives de 2012, en jouant sur la division récente du Rassemblement-UMP et sur les mécontents de la politique menée tant au plan municipal que provincial et territorial depuis 2008 et 2011 respectivement[20].
- l'UCF se présente à sa première élection et espère ainsi se lancer, d'autant que l'essentiel de ses cadres dirigeants sont implantés dans la ville et la quasi-totalité de ses élus sont issus du conseil municipal de Nouméa. Cette alliance espère également récupérer l'essentiel de l'électoral traditionnel de l'Union pour un mouvement populaire (UMP), qui a toujours été important à Nouméa, Gaël Yanno ayant obtenu l'investiture pour les municipales de ce parti national et le MPC ayant été reconnu comme mouvement associé à l'UMP à la fin du mois de janvier 2014[21].
- l'ECF, qui prend le nom pour la campagne de « Front pour l'unité » (FPU) se donne le rôle de l'« outsider » dans cette élection. Il espère rattraper les échecs du Rassemblement-UMP aux élections législatives de 2012, une entrée en campagne à la fois tardive et chaotique (la désignation de la tête de liste ayant été retardée pendant plusieurs semaines au début du mois de novembre 2013 afin de laisser, selon les déclarations de la direction du Rassemblement-UMP, à Jean Lèques le temps de faire son choix entre une nouvelle candidature ou son retrait, avant de finalement investir Jean-Claude Briault avant que ce choix ait finalement été officialisé par le maire sortant)[22],[23] et le fait que la liste n'ait pas obtenu l'investiture de l'UMP. Pour ce faire, la tête de liste Jean-Claude Briault mise, dès son entrée en campagne, sur une communication intensive et continue[24].

Du côté de la gauche indépendantiste, le but est de retrouver une place au sein du conseil municipal de Nouméa. Plus encore, les municipales de 2014 constituent un test pour la stratégie ébauchée en 2012 par le président de l'Union calédonienne (UC) Daniel Goa, qui vise à obtenir une majorité indépendantiste au Congrès notamment en optimisant ses résultats dans les fiefs anti-indépendantistes. Cela passe alors par la constitution d'un « bloc nationaliste » sous la forme de listes ouvertes à l'ensemble des formations de gauche et donc d'aller au-delà du seul FLNKS (une tactique face à laquelle le Palika se montre sceptique). Cela passe également par une campagne auprès des Kanaks issus de l'exode rural dans le Grand Nouméa afin que ceux-ci s'inscrivent sur les listes électorales de leurs communes de résidence plutôt que dans leurs communes d'origine, souhaitant par ce biais augmenter l'électorat indépendantiste dans une agglomération traditionnellement très anti-indépendantiste. L'un des enjeux de ce scrutin est donc de démontrer la capacité des indépendantistes à surmonter leurs divisions, et surtout la rivalité traditionnelle existant au sein du FLNKS entre l'UC et le Palika, dans des communes qui leur sont défavorables (à commencer par Nouméa),,.
Enfin, un certain nombre de petits partis, surtout anti-indépendantistes, entendent démontrer leur présence. Pour Nouméa, il s'agit surtout de Convergence pays, un mouvement politique créé en 2011 par Stéphane Hénocque, il s'agit avec le MRC de l'un des deux partis formés alors sur la base du Collectif pour un drapeau commun. Ses principaux chevaux de bataille sont le renouvellement et le rajeunissement de la classe politique, le développement d'un destin commun, la lutte contre la corruption et le renforcement de la transparence de la vie publique. Il critique l'ensemble des grandes formations traditionnelles et entend ainsi représenter une certaine « nouvelle voie ». À la fin du mois de janvier 2014, aucun autre petit parti ne s'est lancé dans la course des municipales à Nouméa. La section locale du Front national annonce le 20 décembre 2013, par la voix de sa présidente Bianca Hénin, ne pouvoir présenter qu'une seule liste pour les municipales, dans la commune de Païta.

## Candidats
Les candidatures sont présentées dans l'ordre chronologique de leur annonce, dans les deux camps traditionnels de la vie politique néo-calédonienne.

### Anti-indépendantistes

#### Convergence pays
Convergence pays présente les premiers noms de sa liste, baptisée « Convergence Nouméa », dès le 15 juin 2013. Elle est menée par Bertrand Cherrier (ingénieur réseau auprès d'un fournisseur d'accès), vice-président du parti et fils de Lionel Cherrier qui fut sénateur de 1974 à 1983 sous les couleurs des Républicains indépendants puis de l'Union pour la démocratie française (UDF), qui a participé en 1977 à la création du Rassemblement pour la Calédonie (RPC, devenu le RPCR en 1978) et en 1979 à celle de la Fédération pour une nouvelle société calédonienne (FNSC, parti anti-indépendantiste se voulant plus centrtiste et autonomiste que le RPCR et qui a disparu du paysage politique néo-calédonien après 1984). Bertrand Cherrier s'est également fortement impliqué dans le mouvement de protestation contre une demande de radiation formulée par un collectif indépendantiste contre un certain nombre de nouveaux inscrits sur la « liste spéciale » (celle des électeurs aux élections provinciales) ayant des noms à consonance non kanake, dont la fille de Bertrand Cherrier. Il se dit « particulièrement sensible à la politique énergétique, aux questions de transport et d’aménagement urbain à Nouméa », déclare que : « Nous voulons travailler au rééquilibrage nord-sud de la commune. Nous souhaitons que les gens de Tindu se baignent dans une eau salubre », et affirme vouloir un « Plan Marshall du logement. Nous voulons relancer la politique de logements sociaux et résorber les squats ».
La liste fait campagne avec le slogan « Cultivons notre ville » et son programme est articulé autour de six grands thèmes : 
- « le rééquilibrage Nord-Sud de la commune » visant à rompre le déséquilibre social entre les quartiers nord (plus populaires) et sud (traditionnellement plus aisés) en proposant d'offrir aux premiers « une identité propre avec des équipements qui donneront envie d’y vivre », à savoir dans le détail : 
  - l'aménagement des berges du foyer Ko Wé Kara, situé entre les quartiers de Ducos et de Rivière-salée, le long de la voie express no 1 (dite voie de dégagement) à l'entrée nord de la ville, « avec des activités sportives et nautiques (location Vaa…), des parcs pour enfants et aires de pique-nique » ;
  - l'assainissement et le nettoyage des eaux des plages de Tindu ;
  - l'appui au « dynamisme » des « commerces et [des] services » du centre-ville ;
- le « logement », thème dont le parti Convergence pays affirme vouloir faire une « priorité pays », avec :
  - le soutien à « la filière "bâtiment" par un Plan d'Urbanisme Directeur (PUD) volontaire, la suppression de la Taxe Communale d’Aménagement (TCA)... », cette dernière proposition étant commune avec toutes les autres listes candidates ;
  - « un programme de résorption totale des squats » passant par « une révision des normes avec des logements sociaux plus adaptés à la population océanienne (grandes terrasses…) et une accession facilitée à la propriété » ;
  - la promesse de bâtiments « adaptés à tous, notamment aux personnes à mobilité réduite », avec des « navettes gratuites, régulières et accessibles, et [...] un service administratif mobile (à domicile) » pour ces derniers ;
  - l'aménagement de « "jardins familiaux" bornés » pour « valoriser les collines à mimosas inconstructibles », sur la base de la location à chaque particulier « d’un carré équipé d’un robinet » afin de favoriser selon eux « les rencontres, la mixité, la santé (jardinage et produits frais)… et le porte-monnaie des Nouméens », une proposition similaire à celle formulée dans le programme de la liste formée par Calédonie ensemble ;
- « la circulation » :
  - le développement des « transports en commun, outil de fluidité et de mixité sociale [...], sûrs et attractifs financièrement », avec des voies réservées aux bus, taxis et vélos, « dans la continuité du projet Néo Bus » (projet de transport en commun en site propre lancé par le syndicat mixte des transports urbains dit SMTU qui réunit les quatre communes du Grand Nouméa ainsi que la Province Sud) ;
  - la suppression des « feux et autres obstacles ridiculement mal placés » et la synchronisation des « feux tricolores » ;
  - l'amélioration de « la circulation des piétons : respect des trottoirs (et de leur accessibilité pour les handicapés), de l’ombre et des abris au centre-ville… » ;
  - l'équipement « d’un abri efficace » pour « chaque arrêt de bus », dont l'entretien serait « confié à une régie publicitaire, pour le plus grand bien des finances publiques » ;
- « la sécurité », expliquant la délinquance sur la base du déterminisme social ou plus explicitement du « mal-vivre, oisiveté (et alcoolisation), logements insalubres ou inadaptés, manque de perspectives d’avenir professionnel et manque de structures sociales », le parti estime que « les promesses de plus de caméras et de policiers sont coûteuses et démagogiques » et propose « plutôt de redéployer les moyens disponibles là où ils sont nécessaires », adoptant une attitude libérale sur le sujet avec :
  - la mise en avant de « la prévention et [de] la proximité », estimant que « dans certains quartiers, l’entraide entre riverains a permis de réduire drastiquement la petite délinquance » ;
  - mais aussi une attitude plus ferme dans la répression de la délinquance quotidienne, par ce que la liste appelle la « fin [de] la politique du "pas de vague" » passant par « une politique de tolérance zéro pour l’ivresse sur la voie publique », « la création de "cellules de dégrisement mobiles" et la construction d’un centre d’accueil pour mineurs délinquants », mais aussi en promettant « que 100 % des dégradations et incivilités soient réparées par les auteurs eux-mêmes, via les Travaux d’Intérêt Général (TIG) encadrés par des associations » ;
- « l'environnement », l'un des chevaux de bataille du parti Convergence pays, avec :
  - la réduction des pollutions atmosphériques par « la nouvelle politique de transport en commun et [...] l’obligation faite à la SLN de poursuivre ses investissements en la matière » ;
  - le traitement par la ville de « la totalité de ses eaux usées » ;
  - la protection et la valorisation de « la biodiversité de la capitale », jugée « incroyable et mal connue », essentiellement par la proposition « de prolonger la promenade Pierre Vernier jusqu’à Boulari [au Mont-Dore]. Via Sainte-Marie, la mangrove de Ouémo, la plage de Magenta, le centre Tjibaou et les forêts sèches de Tina » ;
  - le lancement d'« un audit énergétique de tous les bâtiments et équipements municipaux (climatisation économique, remplacement des ampoules anciennes par des ampoules LED…) » et le développement « autant que possible [des] énergies renouvelables » dans ces bâtiments ;
  - la proposition « qu’une des plages de Nouméa devienne "non-fumeur" » ;
  - l'initiation d'« un débat public sur l’usage d’insecticides dangereux par la ville dans la lutte contre les moustiques » ;
- « la qualité de vie », en déclarant que : « une ville pour tous, c’est aussi une ville au service des plus faibles, dans l’intérêt général », avec :
  - ce qui est qualifié de « politique active de la petite enfance » avec « incitation à la création de crèches (dont crèches d’entreprise) » ; « des frais [...] partiellement pris en charge en fonction des revenus » ; « des haltes garderies [...] pour les besoins ponctuels et non prévisibles » ; l'accompagnement « dans l’éducation des enfants » des « parents demandeurs et en difficulté » ; le renforcement des « structures d’accompagnement [...] pour les mères célibataires » ;
  - le « soin des adultes en détresse, dont les "sans domicile fixe" » ;
  - l'adaptation du « nombre et [de] la qualité des maisons médicalisées [...] aux besoins à venir de nos personnes âgées » ;
  - reprenant à l'échelle de la commune l'un des chevaux de bataille du parti Convergence pays, à savoir la lutte contre la corruption et la défense d'une démocratie participative, la liste affirme vouloir mettre en place « de nouvelles règles de gouvernance pour notre mairie : plus de transparence, moins de gaspillage ». Cela passe pour elle par : la lutte contre « les pressions politiques sur les agents, qui nuisent à leur efficacité et donc à l’intérêt général » ; la consultation des habitants « par référendum pour les gros projets, dont les coûts et les caractéristiques devront être rendus publics » ; la création d'un droit d'interpellation du conseil municipal ou de « référendums d'initiative populaire » pour les citoyens ; ou encore la mise en place d'« un service en ligne [qui] notera les revendications et suggestions des citoyens », promettant que « les plus pertinentes ou récurrentes seront abordées lors de réunions trimestrielles avec les représentants de quartier ».

#### Union pour la Calédonie dans la France
Gaël Yanno, président fondateur du MPC, 1er adjoint au maire sortant chargé de la coordination de l'action municipale, des finances et de l'intercommunalité (adjoint depuis 1995, 1er adjoint depuis 2001), et ancien député UMP de 2007 à 2012, annonce très vite ses ambitions pour la mairie de Nouméa, à laquelle il avait déjà envisagé succéder à Jean Lèques au cas où celui-ci ne se serait pas représenté en 2008. En mars 2013, il affirme vouloir en débattre avec le maire sortant, estimant que : « Ça fait trop longtemps que nous gérons ensemble la ville pour ne pas trouver une solution tous les deux ». Mais il multiplie par la suite les actions visant à le présenter comme le chef de majorité municipale et l'éloignant de Jean Lèques. La rupture est consommée lorsqu'il dépose un amendement visant à diminuer la subvention versée par la mairie à la radio RRB (proche du Rassemblement-UMP) de 40 millions à 20 millions de Francs CFP (de 335 200 à 167 600 euros), contre l'avis du maire qui souhaite alors maintenir le niveau de cette aide. L'amendement de Gaël Yanno est voté par le conseil municipal le 25 juin 2013 par 23 votes pour (les partisans de Yanno au sein de la majorité municipale), 22 contre (ceux restés fidèles au maire mais aussi à la ligne de Pierre Frogier, de même que les élus du Mouvement de la diversité) et 7 votes blancs (ceux de « Changer, c'est capital » de Sonia Lagarde).
La division de la majorité municipale entraîne la création le 30 juillet 2013 d'un groupe MPC à part entière comprenant 20 élus sur les 42 de l'ancien groupe Rassemblement-UMP et les 53 du conseil municipal, dont 11 des 15 adjoints au maire (à commencer par Gaël Yanno). Le 26 septembre 2013, Gaël Yanno annonce sa candidature à la mairie de Nouméa en vue des élections municipales de 2014. Le 17 octobre 2013, il participe à la création de l'UCF, et obtient dans le même temps le soutien des deux autres partis de cette coalition, le RPC d'Isabelle Lafleur et le MRC du conseiller municipal sortant Philippe Blaise. Le 2 décembre suivant, il obtient de plus l'investiture de l'UMP, celle-ci l'ayant finalement préféré à Jean-Claude Briault (candidat du Rassemblement-UMP et de l'ECF soutenu par le maire sortant Jean Lèques qui ne se représente pas) après avoir réalisé un sondage à Nouméa pour les départager.
Voulant se montrer sur le terrain de la lutte contre une insécurité ressentie comme de plus en plus forte dans le Grand Nouméa, Gaël Yanno et son parti multiplient les annonces ou actions sur ce sujet. Ainsi, le MPC dépose au Congrès le 20 novembre 2013 une proposition de délibération pour permettre aux forces de l’ordre de saisir immédiatement l’alcool consommé dans les lieux publics, sans avoir à attendre que les personnes soient en état d’ébriété. De même, après l'incendie volontaire d'un mur d'escalade dans le quartier de Magenta en décembre 2013, Gaël Yanno reçoit le comité calédonien d’escalade et leur promet l’intervention de la municipalité dans la reconstruction de l'équipement sportif, au risque de provoquer une vive réaction à son encontre du groupe rival de la majorité municipale sortante, l'ECF, qui déclare dans un communiqué que : « Gaël Yanno s’est à nouveau exprimé seul au nom de la ville de Nouméa, cette fois sur l’incendie du mur d’escalade de Magenta, dans le plus grand mépris du maire, Jean Lèques. Cette marque de mépris n’est à l’évidence dictée que par le seul souci d’une récupération politique indécente face à ce dramatique accident ».
Sa campagne est marquée de plus par l'annonce d'un projet d'aménagement urbain qui crée une certaine polémique au sein de la classe politique, des médias (notamment en ligne) et du milieu aéronautique néo-calédonien. En effet, en décembre 2013, il rend public, avec un de ses colistiers, Jacques Legueré (RPC, ingénieur-géologue), une proposition de déménagement de l'aéroport de Magenta vers un nouveau site, un îlot artificiel qui pourrait être construit avec les scories rejetées par l'usine SLN de Doniambo au milieu de la baie de Koutio-Koutéa, soit hors des limites de la commune de Nouméa. Cette idée vient alors concurrencer celle, alors envisagée par le gouvernement de la Nouvelle-Calédonie, d'un regroupement de l'ensemble des services aéroportuaires, domestiques et internationaux, desservant le Grand Nouméa sur le seul aéroport international de Nouméa - La Tontouta. Au-delà de ce chantier de nouvel aéroport, estimé par Gaël Yanno à 9 milliards de Francs CFP (75,42 millions d'euros), la liste prévoit de réaménager le site de l'ancien aérodrome ainsi libéré à Magenta pour l'inclure dans une « vraie belle plage pour les quartiers nord et est », un « poumon vert et bleu » de 2 kilomètres de long allant de Ouémo au centre culturel Tjibaou, bordé de « commerces et de terrasses » et « dédié aux loisirs et aux sports nautiques ». Ce projet est critiqué par Éric Kuter, le président de l'Aéroclub calédonien, basé à Magenta, qui déclare au sujet d'un aéroport dans la baie de Koutio-Koutéa : « C’est du grand n’importe quoi. Il n’y a pas encore eu d’études poussées, mais une piste dans la baie de Koutio est peu probable pour des raisons de sécurité aérienne ». Pour le directeur de l’exploitation des aéroports de la Chambre de commerce et d'industrie de Nouvelle-Calédonie (CCI-NC), gestionnaire de l'aéroport de Magenta, il y a bien urgence à le fermer car « le trafic est en augmentation, et l’aérodrome de Magenta atteindra à terme ses limites de capacité », affirmant par ailleurs étudier « toutes les possibilités », ne pas avoir « connaissance du projet de Koutio » et que « un transfert de trafic vers La Tontouta présente entre autres des avantages de coût et de rentabilité des infrastructures »,,.
Le 13 février 2014, Gaël Yanno présente, lors d'une conférence de presse organisée sur la place des Cocotiers, le programme de sa liste baptisée « Union pour Nouméa », avec pour slogan « Un nouvel élan pour la ville », sous la forme d'un document de trente-deux pages intitulé « Un vrai projet pour Nouméa ». Il comprend, outre la présentation de la tête de liste, cinq « priorités » à savoir : une « tolérance "0" envers les délinquants », confirmant l'accent mis, comme d'autres listes, sur la sécurité ; « favoriser l'accès au logement pour les classes moyennes » ; « la solidarité pour répondre aux besoins de chacun » ; « une ville tournée vers la mer dans un environnement protégé » ; « le sport et la culture partout et pour tous ». Puis, afin de les atteindre, il regroupe ses propositions à travers quatre grands chapitres subdivisés en onze thématiques : 
- la sécurité et l'aménagement urbain à travers le slogan « Nouméa, sûre et agréable ». Pour la sécurité surtout, dont il veut faire, comme Sonia Lagarde, une compétence exercée « en direct » par le maire, il promet de ne la déléguer à aucun adjoint et prône la « tolérance "0" », avec :
  - des actions prévues hors du champ de compétences strictes de la ville, « en partenariat avec les autres collectivités », avec d'abord la lutte contre l'alcool (augmentation des cellules de dégrisement, aide à l'application par les forces de l'ordre de l'interdiction de consommer l'alcool sur la voie publique, une proposition présente dans pratiquement tous les programmes anti-indépendantistes aux municipales nouméennes et proche de l'amendement déposé à l'Assemblée nationale par les députés Calédonie ensemble Sonia Lagarde et Philippe Gomès et adopté par la représentation nationale, mais aussi le renforcement des mesures répressives comme la confiscation du véhicule, la révision voire la suppression de l'interdiction de vente d'alcool jugée inopérante et la « réorganisation » à la place de cette vente couplée à une lutte contre le « marché "noir" ») ; l'augmentation du nombre de places en prison (reprenant un des dossiers particulièrement suivi par Gaël Yanno lorsqu'il était député, à savoir le déménagement du centre pénitentiaire du Camp-Est, situé à Nouville, vers une « nouvelle prison, plus grande et plus sûre dans le sud » ainsi que d'une « prison pour peines aménagées dans le nord » et d'un « centre éducatif fermé pour mineurs délinquants », une proposition partagée avec la liste Calédonie ensemble de Sonia Lagarde) ; l'encadrement de la vente des armes notamment par la soumission de « l'achat à une autorisation préalable » ; la réglementation des nakamals par l'« octroi de licences pour contrôler les implantations » et la « soumission à des règles d'hygiènes strictes » ; la « résorption des squats » par le relogement des « habitants en privilégiant des projets innovants, comme l'éco-quartier de Sakamoto, plutôt que l'implantation », jugée « anarchique », « de logements sociaux » (critiquant ainsi la position de Sonia Lagarde mais aussi de Convergence pays), selon une position plutôt proche de Jean-Claude Briault tout en critiquant fortement la politique menée par le Rassemblement-UMP à la Province Sud depuis 2010 qu'il qualifie de « transformation des squats en lotissements aménagés durables » ;
  - la promotion d'un « dispositif "voisins vigilants" » ;
  - le renforcement de la police municipale par « une coordination renforcée avec la police nationale », proposition partagée avec Jean-Claude Briault du FPU ;
  - le développement de la « vidéoprotection », idée également proche du projet de Jean-Claude Briault, avec la promesse de passer de « 50 caméras en 2014 » selon lui à « 120 caméras en 2020 », avec pour priorité l'équipement des « abords de chaque établissement scolaire et [de] chaque foyer de délinquance » ;
  - la lutte contre les cambriolages par le « renforcement » des « patrouilles de nuit » ou par une aide financière à l'équipement en « alarmes anti-intrusion » (proposition proche à nouveau du programme de Jean-Claude Briault) ;
  - la promesse de « renforcer l'éclairage public » sur « 10 000 points » jugés « à risque », de « défricher les terrains non occupés » (ces deux derniers points étant également présents dans le programme de Jean-Claude Briault) et d'« éviter les occupations illégales » ;
  - la création d'un « accueil 24h/24 des victimes de cambriolages pour un soutien et un conseil » (proposition proche de celle formulée par la liste Calédonie ensemble de Sonia Lagarde) ;
  - l'ouverture d'un « poste de police municipale sur les baies le week-end » ;
  - l'intervention auprès de l'État « pour la réouverture d'un poste de police sur la presqu'île de Ducos » (promesse partagée par la liste Calédonie ensemble de Sonia Lagarde, qui accuse par ailleurs Gaël Yanno de ne pas s'être assez fortement opposé, selon elle, alors qu'il était député, à la fermeture de ce commissariat) et « l'ouverture du commissariat de Rivière-salée » ;
  - une politique voulue de « responsabilisation » des familles de délinquants, en proposant « la participation des parents à la réparation des incivilités de leurs enfants » ou la suspension des « allocations pour les parents d'enfants qui ne respectent pas leurs obligations scolaires » à savoir non seulement l'absentéisme scolaire (sur le modèle de la loi Ciotti) mais aussi les violences ;
  - la lutte « contre la prolifération des tags » (priorité qu'il partage avec Jean-Claude Briault) par la fourniture du « matériel nécessaire aux particuliers et associations qui souhaitent intervenir dans leur quartier », l'effaçage « systématique [...] par des passages réguliers dans tous les quartiers », la verbalisation des tagueurs en utilisant les travaux d'intérêt général et la poursuite des « chantiers jeunes » lancés par la municipalité sortante afin notamment « de réaliser des fresques artistiques » ;
  - la prise en charge des « sans domicile fixe (SDF) » par la « création d'un SAMU social », la « mise en place d'un arrêté anti-mendicité » ou le « développement des structures d'hébergement » (cette dernière proposition étant également présente dans le projet de ville de Jean-Claude Briault) ;
  - la création d'un « Noctambus », c'est-à-dire de « navettes de nuit sur les lieux de vie nocturne afin d'éviter les conduites en état d'ivresse » ;
- l'aménagement urbain général et le logement, également regroupés dans son premier thème de campagne « Nouméa, sûre et agréable », est surtout articulé autour de la proposition de supprimer la taxe communale d'aménagement, idée partagée par toutes les listes candidates à ces municipales, de l'objectif de construire « 2 500 logements en centre-ville, et dans les cœurs de quartier », et, plus dans le détail, avec :
  - un objectif de « construction de logements » surtout orienté vers « l'accès à la propriété des classes moyennes », accompagné d'une « réhabilitation de l'habitat insalubre » ;
  - le rappel de sa position concernant la résorption des squats par la promotion de leur aménagement en « éco-quartiers », mais aussi le défrichement des terrains pour empêcher le développement de nouveaux squats (se rapprochant ici du « gel des squats existants » envisagé par Jean-Claude Briault) tout en se montrant sceptique à l'égard de la construction de logements sociaux qu'il dit vouloir « maîtriser » ;
  - une politique d'aménagement basée d'abord sur des « adaptations et ajustements à apporter au nouveau plan d'urbanisme directeur » (adopté en avril 2013) par l'engagement d'« une concertation avec les professionnels », mais aussi sur le soutien au « développement des cœurs de quartier » (commerces, services, équipements publics de proximité, 41 projets précis sont davantage détaillés par quartiers à la fin du programme), sur l'aménagement de « la grande île de Sainte-Marie en respectant l'environnement » (rejoignant des propositions similaires dans le programme de la liste Calédonie ensemble de Sonia Lagarde et, dans une certaine mesure, du projet de ville de Jean-Claude Briault) et de « Nouville en concertation avec les partenaires en créant des pôles étudiants, patrimoine et santé, et un centre urbain avec des services et commerces de proximité » (dans une logique de continuité donc avec la politique menée par la municipalité sortante, comme pour la liste de Jean-Claude Briault, tandis que celle de Sonia Lagarde propose elle aussi un aménagement concerté du quartier mais dans une ligne davantage de rupture) et sur la reprise de sa proposition d'aménagement de la plage de Magenta basée sur le lancement d'« une réflexion sur le déplacement de l'aérodrome de Magenta » ;
  - une politique patrimoniale proposant une « mise en lumière des bâtiments patrimoniaux de la ville », la rénovation de « l'immeuble Cheval [...] pour en faire un lieu d'animation » dans le centre-ville (deux propositions également présentes ou proches du programme de Sonia Lagarde) ou encore la « poursuite de l'acquisition et [de la] mise en valeur de bâtiments à caractère patrimonial » ;
  - dans la continuité du nouveau Plan d'urbanisme directeur, du projet « Cœur de ville » et de la ZAC Front de mer, Gaël Yanno (comme Jean-Claude Briault, lui-aussi issu de la municipalité sortante) propose la création de « rues piétonnes, semi-piétonnes et [de] terrasses » (également proposées par Sonia Lagarde), la rénovation de « tous les trottoirs » avec le renforcement de « l'éclairage », l'installation « du mobilier urbain » et une végétalisation, l'amélioration de « l'accueil des croisiéristes en grande rade » couplé à l'« aménagement du Front de mer avec des restaurants, des commerces, des marinas » (soit la poursuite de la ZAC Front de mer), l'aide « à la rénovation et l'embellissement des façades », le lancement d'« une réflexion sur le devenir du CHT (Centre-ville et Magenta) », dont les services doivent être rassemblés au nouveau Médipôle de Koutio dans la banlieue nord de la ville d'ici la fin de l'année 2015, « pour créer des pôles de développement » ou encore l'« embellissement » de « l'entrée de la ville en partenariat avec la SLN pour "verdir" l'usine et végétaliser les bords de la voie express » ;
  - l'objectif de construire 3 000 places de stationnement supplémentaires aux « 6 500 » qui, selon lui, existent déjà (en promouvant surtout des parkings à étages avec restaurants, commerces ou équipements publics sur les toits, mais aussi des « parcs de stationnement deux roues et voiturettes ») dans le centre-ville ;
  - la promesse de maintenir le centre-ville comme un « poumon économique incontournable, accueillant et fonctionnel » en proposant de « soutenir le commerce de proximité et l'artisanat » par la « mise en place d'aides à l'animation, la modernisation des locaux, la rénovation des façades, l'accessibilité aux personnes à mobilité réduite », et de « développer les actions d'insertion professionnelle pour les jeunes » ;
- le programme social de la liste, résumé par le slogan « Nouméa, solidaire et proche de vous », est articulé autour de trois thématiques : « la famille », « la proximité » et « la solidarité ». Concernant le premier point, considérant « les valeurs de la famille » comme « le socle de notre société », il met tout particulièrement l'accent sur « la construction de maisons de retraite et de crèches », et, plus dans le détail :
  - concernant la « petite-enfance », outre le fait de « favoriser la création de crèches et de haltes garderies en gestion privée ou associative », il propose : le développement de « la garde à domicile », des « animations pour les 0 à 6 ans (parcs pour enfants, bébés nageurs, bébés lecteurs...) », du nombre de parcs de jeux de proximité (« avec jeux d'eau » ou « de plus grands parcs de jeux inter-quartiers ») ou encore la « création d'un guichet unique » en la matière ;
  - pour « les écoles » primaires, il promet une mise à disposition d'« une aide maternelle pour chaque classe » de petites et moyennes sections, de « proposer le port de l'uniforme (tenue commune) à toutes les écoles » (ce qui avait déjà été une proposition de Gaël Yanno lors des législatives de 2012, déjà appliqué dans certaines écoles notamment privées et expérimenté depuis 2013 par plusieurs collèges), le développement du sport dans le primaire par l'emploi d'« éducateurs sportifs » ainsi que du « soutien scolaire », l'ouverture « d'autres écoles bilingues (anglais/français) et numériques » (deux programmes initiés respectivement en 2010 et 2011 au niveau du gouvernement de la Nouvelle-Calédonie par Sonia Backes, alors chargée de l'enseignement primaire puis de l'économie numérique au sein de l'exécutif local et depuis secrétaire générale du MPC), la remise « en place » des « remises de prix de fin d'années », la « climatisation de toutes les salles de classe » ou encore de « soutenir le développement du numérique » en permettant « à chaque enseignant volontaire de disposer d'un tableau blanc interactif dans sa classe » ;
  - au sujet des « séniors », il promet d'« obtenir le label "ville amie des aînés" » (réseau mondial lancé en 2010 par l'Organisation mondiale de la santé), la création de « résidences pour personnes âgées » à travers « l'ouverture du 1er EHPAD » envisagée en 2016 ou le « lancement d'un plan de construction de maisons de retraite », la création d'« un "volontariat sénior" comme dans les pays anglo-saxons » et d'un « Conseil des sages », idée également présente dans les programmes des listes de Jean-Claude Briault (FPU-Rassemblement-UMP) et de Sonia Lagarde (Calédonie ensemble), sous des noms différents ;
- la politique « de proximité », deuxième point regroupé sous le slogan « Nouméa, solidaire et proche de vous », voulue par Gaël Yanno met en avant :
  - en termes d'équipements publics, la création de « deux médiathèques à Magenta et à Kaméré », de « deux mairies annexes à Magenta et à Tuband », d'« une maison de quartier avec des locaux associatifs au 6e km et à la Petite-Normandie » (tout en promettant la rénovation des toutes les « maisons municipales de quartier » existantes), d'une « Maison des associations » (également proposée par la liste « Engagement citoyen » de Marie-Claude Tjibaou) ou « de sanitaires publics en "dur" » ;
  - le développement du concept de ville intelligente (également avancé dans le projet de Jean-Claude Briault) avec les promesses de l'ouverture des « services de l'État civil le samedi matin », de « développer la e-administration » par l'« installation du paiement en ligne », le renforcement du « service "Allo Mairie" », l'« extension du Wi-Fi aux parcs, plages, fronts de mer » (également proposée par Sonia Lagarde dans toute la ville) ou le renforcement du « réseau des cyberbases et des cybermobiles » ;
  - la promesse de mettre en place « des outils de démocratie participative » notamment « par l'intermédiaire des 9 conseils de quartier, des "jeunes ambassadeurs" et du Conseil des Sages » ;
- dernier point regroupé sous le slogan « Nouméa, solidaire et proche de vous », la thématique de « la solidarité »

#### Engagement pour une Calédonie dans la France - Front pour l'unité
Le Rassemblement-UMP annonce le 14 novembre 2013 la candidature de Jean-Claude « Gaby » Briault, un des vétérans du parti à la création duquel il a participé en 1977, 6e puis 4e adjoint au maire sortant chargé de l'urbanisme, de la communication et du rayonnement régional (depuis 2008, date de sa première élection au conseil municipal de Nouméa) et membre depuis 2004 du gouvernement de la Nouvelle-Calédonie (chargé des Finances et du Budget de 2004 à 2007, du Transport aérien international et des Communications de 2007 à 2009, de l'enseignement en 2011, de l'enseignement privé de 2012 à 2013, du suivi du Dialogue social de 2007 à 2009 et depuis 2011, des affaires relatives à la Francophonie et des relations avec les Communes depuis 2007, de la jeunesse et des sports depuis 2009, des questions de société depuis 2011, de l'enseignement secondaire public et de la santé scolaire depuis 2012 et de l'enseignement primaire public depuis 2013), ancien président du conseil d'administration de l'Office du Tourisme jusqu'en 2004 et 3e vice-président de l'assemblée de la Province Sud chargé de l'Intérieur et de la mission d'insertion jeunes de 2001 à 2004.
Ce dernier est apparu au cours de l'année 2013 comme l'un des principaux partisans de la ligne politique de Pierre Frogier sur l'échiquier politique nouméen, et l'un des principaux critiques de la fronde interne de Gaël Yanno. Jean-Claude Briault démontre à partir de mars 2013 son intérêt pour être candidat à la mairie du chef-lieu aux élections municipales de 2014, tout en affirmant qu'au sujet de son entrée en campagne ou non : « Ma réponse ne viendra que lorsque le maire, pour qui j’ai un profond respect et une grande affection, se sera lui-même déterminé ». Après un temps d'incertitude au sein de son parti au sujet de la volonté du maire sortant, Jean Lèques, de se représenter ou non (ainsi, alors que le Rassemblement-UMP désigne l'ensemble de ses chefs de file pour les municipales le 24 octobre 2013, Nouméa doit attendre encore trois semaines de plus pour avoir son candidat), tandis que le nom de la présidente du groupe ECF au conseil municipal, Virginie Ruffenach, a également été envisagé, Jean-Claude Briault est finalement investi par le Rassemblement-UMP avec le soutien de ses alliés de l'ECF. L'annonce de sa campagne est finalement intervenue avant que Jean Lèques n'ait officialisé sa décision, mais ce dernier annonce le 30 novembre 2013 soutenir la candidature de son 4e adjoint. Il brigue également l'investiture nationale de l'UMP, mais celle-ci lui préfère finalement Gaël Yanno.
Afin de pallier les effets de son entrée en campagne difficile, Jean-Claude Briault joue sur une communication abondante, multipliant les annonces dans les médias. D'abord sur la thématique centrale de la campagne, la sécurité, il présente dès le lendemain de sa déclaration de candidature un plan « pour restaurer la sécurité en quatre ans » comprenant 11 mesures : 
- la généralisation à toute la ville de la vidéosurveillance qui, selon lui, « a fait ses preuves », sur la base des 38 caméras déjà existantes (proposition proche de celle de la liste UCF de Gaël Yanno) ;
- le renforcement des « moyens de la police municipale », et ce « avec l'aide des autres collectivités » et avec une concertation voulue accrue, idée partagée avec la liste UCF de Gaël Yanno, avec la police nationale (proposant de faire pression sur les institutions compétentes pour créer à la Rivière-salée un nouveau commissariat de police nationale pour une « vaste zone » correspondant à une grande partie des quartiers Nord) ;
- la lutte contre les graffitis, mêlant effaçages, vidéosurveillance, appréhensions des tagueurs et préventions en concertation avec les particuliers et milieux associatifs, et en prévoyant notamment une augmentation du budget réservé à cette politique antigraffitis de 35 à 100 millions de Francs CFP (d'environ 293 300 euros à 838 000 euros) par an ;
- la lutte contre la consommation d'alcool sur la place publique par une « capacité », donnée aux policiers, « de confisquer l’alcool consommé » et de « saisir les véhicules », grâce à une « modification de la réglementation locale, mais également, le cas échéant, par le transfert des compétences requises à la Nouvelle-Calédonie » (une proposition présente chez tous les candidats anti-indépendantistes et rappelant l'amendement déposé par les députés Calédonie ensemble Sonia Lagarde et Philippe Gomès et adopté par l'Assemblée nationale ou une proposition de délibération déposée par l'UCF au Congrès) ;
- la lutte contre les nuisances sonores diagnostiquées comme ayant deux principales origines : « des établissements qui les produisent » (proposant à leur sujet « une piste pour un contrat gagnant-gagnant », avec une limitation par arrêté du « nombre de décibels émis à l’extérieur de l’établissement » ainsi qu'« un accompagnement et un prêt à taux zéro pour la mise aux normes d’insonorisation des établissements ») et « des véhicules bruyants » (mettant l'accent à leur encontre sur « la confiscation ») ;
- l'éloignement de la ville des « délinquants multirécidivistes » ;
- le résorption des squats « dans un délai de 15 à 20 ans », reprenant le principe de la politique lancée par la Province Sud sous les présidences de Pierre Frogier puis de Cynthia Ligeard et la municipalité de Nouméa, notamment dans la vallée de Sakamoto, sur la base d'« un plan global, associant les opérateurs sociaux, les collectivités, les établissements financiers spécialisés et l’État ». Celui-ci comprend « l’interdiction de nouvelles implantations » pour aboutir au « gel des squats existant » (proche de la proposition de Gaël Yanno de défricher les terrains pour éviter de nouvelles installations) ainsi que « l’apport de services essentiels à ces populations dans l’attente d’un relogement » ;
- une aide aux « sans domicile fixe », voulant « mettre en place » certaines « solutions d’accueil, d’hébergement, de réinsertion » existant ailleurs (proposition également présente, surtout pour l'hébergement, dans le programme de Gaël Yanno), « avec l’éventuel concours technique d’experts comme la Fondation Emmaüs » ;
- une incitation à « l’installation des dispositifs d’alarme » (idée partagée par l'UCF de Gaël Yanno), en promettant « une défiscalisation totale ou partielle de cet investissement » pour les privés et une installation systématique « dans les établissements publics » ;
- une « assistance municipale » pour « les victimes de vols et d'agression » avec la création d'« un accueil spécifique à la Mairie » et un renforcement des « moyens d’accueil et d’assistance de l’actuelle association d’aide aux victimes » ;
- des mesures diverses jugées « simples mais terriblement efficaces » comme : « l’éclairage systématique en lumière blanche de tous les lieux à risque », « le débroussaillage de tous les endroits sensibles et du domaine public (Nouville, Montravel, etc, ces deux dernières propositions étant également présentes dans le programme de la liste UCF de Gaël Yanno) », « la clôture des espaces et des domaines publics » et « la pose de ralentisseurs dans les rues dangereuses » qui sera encore une fois « jumelée avec une surveillance vidéo et l’instauration d’une verbalisation électronique ».

Un mois plus tard, le 16 décembre suivant, il présente le deuxième axe principal de son « projet de ville », l'urbanisme, domaine présenté comme son « cheval de bataille » puisqu'il s'agissait du dossier dont il était tout particulièrement chargé en tant qu'adjoint au maire depuis 2008. Il s'inscrit donc dans ce domaine dans la continuité des projets de grands aménagements dans le centre-ville et au Quartier latin initiés par la municipalité sortante, dont le but affirmé est de « retourner la ville vers la mer », tel qu'évoqué dans le Projet d’aménagement et de développement durable (PADD), dans le Plan d’urbanisme directeur (PUD) et à travers en novembre 2012 la création d'une Zone d’aménagement concerté (Zac) Front de mer. Il s'agit d'après le candidat de créer un quartier central « animé, sécurisé et agréable à vivre » de « 2 500 logements et 5 000 places de parking » d'ici à 2025, articulant son plan entre :
- la sécurité, à nouveau, reprenant pour le seuls centre-ville ses propositions phares pour la sécurité : généralisation de la vidéosurveillance, une mobilisation policière continue, l'éclairage en lumière blanche par DEL, l'installation d'un centre d'accueil pour les sans domicile fixe parrainé par Emmaüs et la réfection de tous les trottoirs en deux ans ;
- les chantiers de renouvellement urbain (très proches de ceux proposés par Gaël Yanno, également issu de la municipalité sortante) : la continuation de la réhabilitation urbaine du « quartier chinois » avec la réfection de toutes les rues à partir de 2014 ; la continuation également du projet de « végétalisation » de l'entrée du centre-ville ; la création du « Carré Saint-Germain » au Quartier latin, avec la transformation des rues Brun, Lescour, Guégan et Porcheron en rues semi-piétonnes (pavées et plantées d'arbres, avec terrasses de cafés) et la relance du projet de parking souterrain sous l’avenue de la Victoire ; le soutien au projet du Carré Rolland, attenant à la place des Cocotiers et qui a connu des incertitudes relayées par les médias locaux dans les mois précédents, qui serait « en instance de finalisation » selon Jean-Claude Briault ; la volonté d'« apporter son soutien à tout projet de centre commercial » dans la rue de l'Alma, après l'échec du « Carré Alma » ; la menée à bien de la ZAC Front de mer (avec rénovation du marché municipal, de nouvelles marinas, 2 500 logements, des promenades paysagées, un centre de congrès et d'expositions, une esplanade en dessous de l’entrée routière du nord de la ville, pour les croisiéristes débarqués des paquebots qui devront à l'avenir être amarrés en grande rade) ; l'aménagement de parkings polyvalents de 700 à 800 places respectivement à l'ancienne gare routière (en bordure sud du « quartier chinois » et du centre-ville) et sur le site libéré par le Centre hospitalier territorial (CHT) Gaston-Bourret (à l'extrémité nord du centre-ville, site qui doit être libéré après la livraison du médipôle de Koutio prévu pour la fin de l'année 2015) ;
- l'équipement de la ville en fibre optique ou encore la « gestion informatique » des feux tricolores ;
- le financement de ces chantiers, dont le coût est estimé entre 40 et 50 milliards de Francs CFP (entre environ 339,2 et 419 millions d'euros), est prévu selon le candidat à 80 % par des investisseurs privés et à 20 % par la ville, comprenant « un fonds d’indemnisation des commerçants qui a vocation à ne pas réduire leur chiffre d’affaires en dessous du seuil de rentabilité » et permettant, avec l'accord des riverains, des travaux en continu « 24 heures sur 24 ».

Enfin, le deuxième candidat à Nouméa (après celui de Convergence pays), il présente le 21 janvier 2014 la totalité de son « projet de ville », qui reprend le nom de sa liste « Nouméa, une ville pour tous, une ville qui bouge » et prend la forme d'un journal de huit pages. Outre une présentation du bilan du maire sortant Jean Lèques, tout en mettant en avant le soutien de ce dernier à la nouvelle tête de liste, et une biographie de Jean-Claude Briault, ce programme comprend : 
- les 11 mesures du plan pour « restaurer la sécurité en 4 ans », présenté comme la « priorité pour Nouméa de la liste », tandis que Jean-Claude Briault cite comme exemple pour la politique qu'il entend mener en la matière l'ancien maire de New York Rudolph Giuliani ;
- de même, les annonces déjà formulées, et essentiellement basées sur des chantiers déjà lancés, pour les aménagements urbains du centre-ville, du front de mer et du quartier latin ;
- ses propositions pour « les quartiers » avec : 
  - la promesse d'« une meilleure écoute des habitants grâce aux conseils de quartier » ;
  - la continuation de l'aménagement en promenades piétonnières et cyclables du « Tour des baies » initié sous Jean Lèques (l'existant allant de la baie de l'Orphelinat à la promenade Pierre-Vernier sur le littoral sud de la baie de Sainte-Marie en passant par les baies des Citrons et de l'Anse Vata) jusqu'à la plage de Magenta au nord-est et jusqu'à l'Anse Kuendu à l'extrémité ouest de Nouville ;
  - la dispersion des eaux de l'hippodrome Henri Milliard de l'Anse Vata, situé au sud de la ville, « au large, dans une zone de courants, par la construction d’un émissaire » ;
  - la continuation du renouvellement urbain de la Vallée du Tir, à l'ouest de la ville et en bordure nord du centre-ville, « notamment en matière de sécurisation, de lutte contre les tags, et d’aménagement des rues et des trottoirs » ;
  - le réaménagement du littoral balnéaire de la baie des Citrons, au sud-ouest, en regroupant le stationnement « dans un parking public sur site » afin « d’élargir la voie piétonne pavée » et en créant « une grande esplanade » sur la partie méridionale de la baie ;
  - l'aménagement des plages de Magenta à l'est, de Tindu-Logicoop dans la presqu'île de Ducos au nord-ouest et « dans une moindre mesure » de celles de Nouville et des îles de la baie de Sainte-Marie au sud-est, ainsi que la création de nouvelles plages artificielles le long de la promenade Pierre-Vernier dans cette même baie ;
  - la continuation de la politique revendiquée depuis 2008 de réhabilitation urbaine de la Rivière-Salée au nord de la ville, en promettant « une entrée paysagée de ce vaste quartier, et l’aménagement de la rue Bonaparte en une belle avenue », une « mise aux

dimensions requises » de la station de traitement des eaux usées, « un programme de trottoirs, de plantations d’arbres et de paysagements, de sécurité routière » et un accent particulier mis sur ce quartier dans la lutte contre l'insécurité (avec notamment la promesse d'un commissariat de police nationale) ; 
- des réalisations dans les quartiers de Logicoop-Kaméré dans la presqu'île de Ducos au nord-ouest, avec d'abord la réalisation d'un centre socio-culturel, puis d'une place du marché, la « remise aux normes » de la station de traitement des eaux usées pour pouvoir aménager le « bord de mer » ;
  - la continuation de la rénovation urbaine de l'ancien site des Tours de Saint-Quentin, en cours de démolition depuis plusieurs années, à l'entrée nord de la ville, décrit comme un « enjeu à 10 ans » avec : la construction de « 7 à 800 logements, le relogement des habitants actuels [...], l’accueil de nouveaux habitants dans un principe de mixité, un grand parc, des aires sportives, des équipements collectifs [...] » ;
  - la création d'un Centre socio-culturel dans la cité Magenta, à l'est, « complété par une vaste esplanade et un parc nature de promenade contigu aux installations de gymnastique et d’escalade, ainsi que par une aire de parking » ;
  - la réalisation d'un « parc nature » à Tina au nord-est ;
  - le lancement d'« un concours d’aménagement [...] sur la base du schéma de cohérence existant » de Nouville, décrit donc comme une continuité des politiques menées pour faire de cette presqu'île un « espace patrimonial, universitaire, technologique, touristique, médical, résidentiel » et « un enjeu de développement durable à 20 ans » (les listes de Gaël Yanno et de Sonia Lagarde proposent également un aménagement concerté de ce quartier, le premier aussi en continuité avec la politique de la municipalité sortante critiquée par la seconde) ;
  - « un Plan Trottoirs pour compléter les grands axes de tous les quartiers, hors centre-ville (2014/2015), dans les 4 ans à venir, et les rues secondaires dans les 6 années suivantes » ;
  - la poursuite de l'aménagement en pistes cyclables, revendiqué comme ayant été initiée « au cours du mandat qui s’achève » et décrit comme s'étendant « sur une grande partie des baies du sud et pour quelques-unes, au centre-ville », notamment en étendant le réseau existant dans les quartiers Nord ;
  - la promesse « d'améliorer Ducos Industrie [...] en partenariat avec la Province Sud » ;
- des propositions en matière de développement durable sur la base de l'Agenda 21 local adopté par la ville le 18 septembre 2013[46], et sur la promesse de créer « un Comité d’Experts chargé de

formuler des recommandations à la Ville », avec entre autres : 
- - le soutien au développement touristique du chef-lieu néo-calédonien appuyé sur une incitation à l'investissement privé dans le domaine de l'hôtellerie avec la mise en place d'« une mixité hébergements/logements 50/50 dans 3 zones touristiques », les aménagements notamment signalétiques, paysagers, en transports, en parcs et en points de vue, le projet du Front de mer et l'assainissement des eaux du lagon nouméen ;
  - la promesse, au nom de « l'équité sociale », de « faire de Montravel un vrai quartier » avec « la réouverture d’une maison de quartier, la construction d’une halle multi-activités, l’amélioration de l’éclairage, la résorption des squats, de meilleures structures de commerce et d’animation, la construction d’une place de quartier, la mise en place d’animations pour les enfants et les jeunes » ainsi que « la réhabilitation du quartier dit "cité mélanésienne" » (« remise en état » du réseau viaire, de l'éclairage public, des trottoirs et des « aires sportives existantes ») ;
  - le développement de « systèmes de gestion intelligente (concept également développé par le programme de Gaël Yanno) de notre fonctionnement urbain et de la consommation énergétique » avec la promesse d'un lancement en 2014 d'un « appel d'offres » auprès de sociétés jugées « experte[s] » en la matière ;
  - la promesse d'« aboutir à la collecte sélective des déchets [...] dans le délai de 6 ans » ;
  - la continuation d'une politique de protection des mangroves et forêts sèches de la ville, en promettant surtout l'amélioration et le développement des mesures éducatives et de prévention par des sentiers aménagés dans les mangroves de Ouémo à l'est et de la Rivière-Salée au nord, ou par « une meilleure signalisation des espèces de forêts sèches dans les parcs de quartier, au Ouen Toro et à Fort Téréka » ;
  - la poursuite de la politique initiée par la municipalité sortante de « couverture en infrastructures d’assainissement » de la ville et de « raccordement des logements » au tout-à-l'égout à « 100 % en 2026 », présenté dans un but de protection du lagon ;
  - en énonçant sa position au sujet de l'usine SLN de Doniambo : « oui aux exigences les plus extrêmes pour réduire les pollutions de Doniambo jusqu’à parvenir à une "usine propre". Cela dans les meilleurs délais, y compris dans une solution alternative. Mais oui également au maintien de tous ces emplois dont les familles et les jeunes ont un impératif besoin » ;
  - la reforestation, sous la forme d'un « chantier jeune », du mont Montravel ;
  - le renforcement voulu de la protection des sites de « quatre grands parcs » (ceux du Ouen Toro au sud, du Fort Téréka à Nouville à l'ouest, et des deux parcs de mangroves de Ouémo à l'est et de la Rivière-Salée au nord) à l'aide de la vidéosurveillance et « l'encouragement au civisme en matière de protection des végétaux comme de la récupération des déjections canines » ;
  - la création d'une nouvelle manifestation festive pour « notre exceptionnelle diversité culturelle » baptisée « Nouméafoly » (Jean-Claude Briault met lui-même fortement en avant son métissage dans sa communication de campagne) ;
  - la promesse de soutenir à toute « solution pour remettre en état le bâtiment de la Fédération des Œuvres Laïques » qui domine le Centre-ville et la Vallée du Génie ;
- des annonces pour renforcer le « vivre ensemble » en mettant l'accent sur le lien intergénérationnel par : 
  - la création d'un « conseil des séniors », idée également présente dans les programmes des listes de Gaël Yanno (ECF) et de Sonia Lagarde (Calédonie ensemble), sous des noms différents ;
  - des mesures pour « combattre l'isolement » et « assurer une nouvelle vie du 3e âge décente et animée » par : « une aide accrue aux associations d’animation et d’entraide pour les personnes âgées, le soutien au maintien des personnes âgées à domicile, la réalisation du projet d’Établissement pour les personnes âgées

dépendantes » ou encore des « tarifs très réduits » voire « gratuits pour les plus modestes » dans les transports urbains et le développement du « partenariat public/privé pour la réalisation de résidences d’accueil des séniors avec un objectif de 10 structures en 2026 » ; 
- - la promesse « d’une attention et de moyens supplémentaires » pour « une plus grande accessibilité de la ville aux handicapés », notamment aux « endroits de promenade, comme les parcs de la Rivière-Salée, du Ouen Toro ou la promenade Pierre Vernier » ;
  - « des actions conjointes pour la jeunesse » avec les autres collectivités compétentes, notamment avec la Province Sud pour créer « un guichet unique facilitant la réponse aux multiples questions que la jeunesse se pose », ou pour reprendre « le dialogue avec les jeunes » des quartiers difficiles du nord de la ville ;
  - la création d'« une délégation spéciale [pour mettre] en œuvre [une] nouvelle politique » à l'égard des étudiants, visant à « hausser » l'action de la ville « en matière de transports, de tarifs de transports, d’hébergements, de service » ;
  - le rappel de deux de ses « mesures » prévues dans son plan pour la sécurité, concernant les sans domicile fixe et la résorption des squats ;
  - la « promotion » d'« actions simples » telles que « se dire bonjour quand on se croise aussi bien dans les parcs publics que dans les ascenseurs, mieux connaître ses voisins, développer le lien social dans les quartiers, organiser des rencontres inter-quartiers » ;
- ses propositions « pour accroître [la] notoriété et [le] rayonnement » de Nouméa pour en faire « le "fer de lance" de la Francophonie dans cette région » avec pour buts : 
  - « l’ouverture à notre région », le « partage de nos valeurs et de nos connaissances, de la culture de l’amitié entre les peuples » ;
  - « le tourisme et nos échanges économiques, scientifiques, éducatifs » comme « intérêts économiques » ;
  - « l’exemplarité d’une démarche d’émancipation statutaire consensuelle au sein de la République », des termes renvoyant à la position du Rassemblement-UMP et plus largement à celle du Front pour l'unité concernant l'avenir institutionnelle de la Nouvelle-Calédonie, à savoir celle d'une « solution consensuelle » ;
- la promesse de publier de manière semi-annuelle « un compte rendu des dépenses de la ville [...] adressé à chaque contribuable », en citant le modèle de Montréal.

#### Calédonie ensemble
Chef du principal groupe d'opposition municipale depuis 2001 et député de la 1re circonscription de la Nouvelle-Calédonie (soit Nouméa, l'île des Pins et les îles Loyauté) depuis 2012, secrétaire générale adjointe de Calédonie ensemble et membre fondatrice de l'Union des démocrates et indépendants (UDI), Sonia Lagarde annonce sa candidature pour les municipales de 2014 le 5 décembre 2013. Elle reçoit l'investiture de Calédonie ensemble, mais déclare refuser de demander celle de l'UDI au niveau national.
Intitulant sa liste « Avec nous, ça va changer », elle est entourée dès son entrée en campagne de Philippe Germain (co-porte-parole de Calédonie ensemble, membre du gouvernement local chargé surtout du suivi du Médipôle de Koutio depuis 2009, ainsi que de la Circulation et Sécurité routière depuis 2013, auparavant de la Santé, de la Famille, de la Solidarité, du Handicap, des questions relatives au Logement et des Relations avec le Congrès de 2009 à 2011 puis de la Fonction publique de 2011 à 2013) et de Paul Qaeze (premier médecin libéral d'origine kanak et président du club de football implanté à Nouméa FC Gaïtcha). Elle critique la majorité sortante qui selon elle « n’a pas su anticiper les problèmes d’une ville de 100 000 habitants » et affirme vouloir construire « une ville qui bouge, chaleureuse et accueillante ». Elle place en tête de ses préoccupations la sécurité, comme l'ensemble des autres candidats et « parce que les Nouméens en parlent beaucoup » d'après elle, la justice, la solidarité, la mise en place d’une démocratie participative pour répondre aux aspirations de la jeunesse et des retraités, le rééquilibrage en faveur des quartiers nord et le développement des animations.
Elle multiplie les annonces pour se montrer présente médiatiquement sur le sujet de la sécurité, avant même son entrée officielle en campagne et en utilisant son statut de député, proposant ainsi lors d'un débat télévisé diffusé le 15 septembre 2013 sur la chaîne publique locale Nouvelle-Calédonie 1re « un plan Marshall » et la création d'« un observatoire de la délinquance » au niveau de la Nouvelle-Calédonie réunissant les différents acteurs du secteur de la lutte contre l'insécurité. Le 2 octobre 2013, un amendement déposée par elle et Philippe Gomès à l'Assemblée nationale lors de la discussion sur un projet de loi portant diverses dispositions relatives aux outre-mer est repris par le gouvernement et adopté par la chambre basse du Parlement français, visant à donner aux policiers municipaux de Nouvelle-Calédonie des « pouvoirs similaires » à ceux des autres territoires français « dans des matières réglementées, notamment par les provinces ou la Nouvelle-Calédonie », par exemple en matière de « santé » et de « salubrité publique », dont l'ivresse publique. Cette mesure se rapproche notamment de propositions formulées par les adversaires de Calédonie ensemble et de Sonia Lagarde : par exemple la proposition de délibération déposée par le MPC de Gaël Yanno au Congrès en novembre 2013 pour permettre aux forces de l’ordre de saisir immédiatement l’alcool consommé dans les lieux publics, sans avoir à attendre que les personnes soient en état d’ébriété, ou encore une promesse allant dans ce sens dans le projet de ville présenté par Jean-Claude Briault. Elle pose différentes questions orales aux membres du gouvernement national sur le sujet et obtient, lors d'une réponse du ministre des Outre-mers Victorin Lurel à l'une d'entre elles le 10 octobre 2013, le soutien de ce dernier à la création d'un observatoire de la délinquance néo-calédonien.
Elle tient son premier meeting de campagne à l'hôtel Méridien dans le sud de Nouméa le 12 décembre 2013. Elle déclare alors : « Nouméa a besoin de sécurité [...] Il est temps de rétablir les principes républicains d’autorité et de respect de la loi [...] le rôle du maire est bien évidemment de se porter en première ligne de ce combat », rappelant ses principales propositions en la matière : la création d'un observatoire de la délinquance, la réorientation des missions de la police municipale vers la sécurité de la ville et la police de proximité, les pressions vis-à-vis de l'État pour construire un centre éducatif fermé et pour augmenter le recours aux travaux d’intérêt général et aux travaux non rémunérés. Elle met en avant également « l'expression artistique » et que : « Aboutir à ça, c’est créer du lien social, créer des passerelles entre les communautés. C’est faire en sorte que les gens se parlent et échangent ». Lors de cette même réunion, Philippe Dunoyer est chargé d'avancer les positions de la liste en matière de solidarité et de démocratie participative, estimant que : « Il y a deux villes dans la ville. La ville des quartiers nord et la ville des quartiers sud. C’est un constat qu’on fait tous, mais qui est incompréhensible et inacceptable [...] On ne peut pas demander aux Nouméens et Nouméennes de respecter les règles si elles ne sont pas les mêmes pour tous ». Enfin, le troisième meneur de la formation, Paul Qaeze, s'exprime sur les axes sociaux et culturels, surtout concernant la jeunesse, déclarant que : « Par des actions menées auprès des jeunes dans les domaines sportifs, éducatifs et culturels, nous parviendrons peu à peu à réduire les différences, à faire que chaque citoyen se sente intégré dans sa ville ».
Après plusieurs semaines de pause dans sa campagne pour les municipales, Sonia Lagarde rend public son programme le 29 janvier 2014, au café du Carré Saint-Hubert, près de la place des Cocotiers. Il comprend, outre une auto-présentation et une profession de foi des trois candidats meneurs de la liste (d'abord Sonia Lagarde, puis Philippe Dunoyer et Paul Qaeze) ainsi que de nombreuses critiques et attaques contre le bilan de la majorité sortante : 
- son « plan Marshall pour la sécurité », estimant qu'en la matière « c'est au maire d'agir » et prônant « la tolérance zéro et [...] une réelle politique de prévention et d’insertion » avec[53] : 
  - dans des domaines échappant à la seule compétence de la ville, elle rappelle des actions menées auprès de l'État, qu'elle présente comme un bilan personnel en tant que député, pour créer un observatoire de la délinquance ou pour étendre les pouvoirs de la police municipale notamment dans la lutte contre l'ivresse publique. Elle promet de plus son intervention pour proposer les « locaux » de l'agence centrale de l'Office des postes et télécommunications (OPT), propriété de la Nouvelle-Calédonie située au Quartier latin et qui doit changer d'affectation à la faveur d'un déménagement de la poste, « soient proposés en priorité à l’État en vue d’une extension du commissariat central de la police nationale » voisin ;
  - le recentrage de la police municipale sur « sa mission première », à savoir pour les candidats de la liste « une police de sécurité ville au service des Nouméens », avec une redistribution « des effectifs sur le terrain et dans les quartiers », « une revalorisation de la fonction », « une formation plus adaptée » et une « redéﬁnition du rôle et des missions de chacun » ;
  - la création d'un « service d'aide aux victimes joignable 24h sur 24 » (proposition proche de celle formulée par la liste UCF de Gaël Yanno) ;
  - la promesse de travailler avec l'État pour créer un « Centre éducatif fermé (CEF) », proposition qu'elle partage avec la liste UCF de Gaël Yanno ;
  - la sollicitation, toujours auprès de l'État, concernant la délinquance juvénile, de « l’utilisation des travaux d’intérêt général (TIG) et des travaux non rémunérés (TNR) en accompagnant ces jeunes vers la formation et l’emploi » ;
  - le recrutement « de nouveaux éducateurs de rue », estimant leur nombre en début d'année 2014 (9, d'après les candidats de la liste) « trop peu par rapport aux besoins de la ville » ;
  - des facilitations au « recours à la médiation tant dans les écoles que dans les maisons de quartiers » ;
  - la reprise des « discussions avec les associations qui gèrent le centre d’accueil du public en errance » en vue d'une « relocalisation en ville sur un site plus adapté » ;
  - l'intervention auprès de l'État pour implanter de nouveau un commissariat de police nationale dans la presqu'île de Ducos (Sonia Lagarde accusant Gaël Yannode ne pas s'être assez fortement opposé, selon elle, alors qu'il était député, à la fermeture de ce commissariat, la liste UCF de ce dernier défend toutefois la même promesse) ;
- ses propositions pour la « démocratie locale » et la vie des quartiers, avec : 
  - la création d'« un véritable conseil de quartiers » (les conseils de quartiers ayant été créés en 2010 par la majorité sortante dans des quartiers pilotes puis généralisés en 2012) « composé d’élus, de représentants des habitants des quartiers, d’acteurs économiques et associatifs » (en partie déjà le cas des conseils existants, à l'exception des « représentants des habitants »), pour en faire « une force de proposition » qui « travaillera sur des projets qu’il aura lui-même choisis pour améliorer le cadre de vie » en se réunissant « environ 5 fois par an », tandis que les candidats de la liste s'engagent « à proposer au conseil municipal de conﬁer entre 5 et 10 % du budget d’investissement de la ville au ﬁnancement de ces projets » ;
  - l'aménagement et l'embellissement des quartiers Nord ;
  - la promesse de proposer un projet pour un renouvellement urbain de l'Anse N'Du sur la presqu'île de Ducos, « un accord avec les habitants » qui doivent être, selon les candidats de la liste, relogés en priorité « sur site » ;
  - le lancement d'un « plan d’aménagement du littoral » concentré sur la Côte Blanche à l'extrémité sud-est de Nouméa, plus généralement autour de la baie de Sainte-Marie, et à Kaméré sur la presqu'île de Ducos au nord-ouest, « aﬁn d’offrir aux pêcheurs et aux plaisanciers des solutions de stockage de leurs bateaux en toute sécurité (marinas, hangars à bateaux, mises à l’eau) » ;
  - l'encouragement et le développement des « marchés de quartier » ;
  - la « redynamisation » des « maisons de quartier en adaptant les horaires d’ouverture et en faisant une vraie place aux projets artistiques » ;
  - la végétalisation des « trottoirs des quartiers comme ceux du Centre-ville », reprise d'une promesse de la liste « Nouméa, c'est capital(e) » déjà menée par Sonia Lagarde en 2001 et qui, d'après les candidats de la liste, a également été « reprise par l’équipe sortante mais sans réelle ambition ». Il s'agit notamment de faire « parrainer chaque arbre par des personnalités ayant marqué l’histoire de la ville ou du quartier », ou encore la réalisation de « trottoirs sur la route principale de Ducos » qui devront être plantés d'arbre grâce au partenariat des entreprises ;
- sa « politique de solidarité » et pour la « qualité de vie » :
  - le soutien à « la reprise de la construction de logements pour éviter la sur-occupation [...], pour lutter contre l’exclusion, pour résorber les squats et soutenir l’activité BTP », Calédonie ensemble ayant fortement critiqué la politique menée par la Province Sud et la municipalité de Nouméa concernant les squats ;
  - la multiplication des « jardins familiaux » considérés comme des moyens de « réconcilier vie en ville et lien à la terre », ce dernier étant considéré comme un élément important de l'identité calédonienne et plus précisément kanake, « mais aussi pour lutter contre la vie chère et les problèmes d’équilibre alimentaire », une proposition similaire à celle formulée dans le programme de la liste formée par Convergence pays ;
  - le lancement d'« un programme de rénovation des écoles » en association avec les différents acteurs du monde éducatif, avec « une répartition plus équitable des subventions aux écoles » ;
  - la création d'un « Conseil communal des aînés (CCA) », idée également présente dans les programmes des listes de Gaël Yanno (ECF) et de Jean-Claude Briault (FPU-Rassemblement-UMP), sous des noms différents ;
  - le « rattrapage » estimé nécessaire par rapport à ce qui est qualifié de « retard pris par la municipalité concernant l’intégration dans la ville des personnes handicapées » ;
  - la valorisation de « l'action des associations », considérées comme des « partenaires incontournables de la politique municipale » ;
  - la proposition à la Nouvelle-Calédonie de transformer le « CHT Magenta », dont les fonctions hospitalières doivent déménager durant le mandat à venir sur le site du nouveau Médipôle de Koutio en cours de construction, « en maison de retraite médicalisée » ;
- ses propositions pour « réveiller la ville », jugée « endormie », dans les domaines de l'animation, des activités et du rayonnement : 
  - « l’implantation de cafés terrasses sur les places » de « l'hypercentre », entourés « de vrais espaces de promenade et d’expositions » ;
  - le soutien à « tout projet allant dans [le] sens » d'un « retour des familles, des commerces, des bureaux en centre-ville », avec notamment la modification du plan d’urbanisme directeur (PUD) pour « permettre les constructions en hauteur dans l’hyper-centre » ;
  - l'engagement d'une « réflexion concernant le plan de circulation autour des places centrales aﬁn d’y réaliser des rues semi-piétonnes » ;
  - des réhabilitations sur la place des Cocotiers tels que la remise en marche des jets d'eau de la fontaine Céleste ou la multiplication des animations au kiosque à musique avec « théâtre de plein air », « matchs d'impro » et « danse » ;
  - la libération dominicale des « rues autour des places pour offrir un circuit aux amateurs de rollers, de skates, de vélos et de trottinettes » ;
  - la promotion d'un « concours des commerçants du centre-ville » pour faire « de Nouméa une vraie ville de fête et de lumière » ;
  - la remise en cause du projet de Front de mer développé par la municipalité sortante, jugé « pharaonique » allant « chercher ailleurs » (en référence au fait que le cabinet d'architecte choisi pour réaliser les aménagements est Australien, Woods Bagot) et comme du « temps perdu » et de l'« énergie » et de l'« argent gaspillés ». Elle met en avant à la place « un pôle d’accueil et de vie (boutiques, restaurants, animations) sur le Quai Ferry » déjà proposé en 2008 par Sonia Lagarde et « Changer, c'est capital », voulu comme « un vrai projet calédonien » faisant appel aux « compétences » locales ;
  - la restauration de l'immeuble Cheval (également proposée par Gaël Yanno), situé en face du quai Jules Ferry en bordure occidentale du centre-ville (bâtiment du début du XXe siècle, à la façade classée aux monuments historiques mais fortement délabré, classé insalubre par la mairie depuis 1993 et dont les dernières familles résidentes ont été relogées par la commune entre 2009 et 2011)[54], afin « qu’une vie s’y organise autour des savoir-faire calédoniens en lien avec la maison des Artisans » et d'en faire pour les touristes « la première vitrine [du] patrimoine » nouméen ;
  - la transformation du marché de Nouméa, sur les quais du port Moselle en bordure sud du centre-ville, en étendant d'abord ses horaires d'ouverture (pour les rendre quotidiennes et les prolonger « en accord avec tous ceux qui y travaillent »), en aménageant « l’îlot central pour y accueillir des artistes, des troupes de danse » et en faisant « couvrir l’espace destiné aux journaliers aﬁn qu’ils travaillent dans de meilleures conditions » ;
  - l'engagement de « la réalisation de parkings sur les placettes de l’avenue de la Victoire aﬁn d’offrir plus de possibilités aux usagers du centre-ville » ;
  - l'aménagement de « vrais trottoirs dans la ville » avec l'engagement d'« une meilleure gestion d’entretien de la voirie » ;
  - la mise en place d'un « "plan lumière" pour améliorer l’éclairage public et valoriser le patrimoine historique » (proposition également présente dans le programme de la liste UCF de Gaël Yanno) ;
  - la « réduction à zéro » de la taxe communale d'aménagement (TCA, proposition partagée par toutes les autres listes candidates) « pour aider les Nouméens à accéder à la propriété et soutenir l’activité BTP » ;
  - la promesse de travailler « avec les architectes et les différents hommes de l’art à un urbanisme mieux pensé, mieux intégré tout en étant créatif et imaginatif », et d'embellir la ville « en nous inspirant de l’histoire architecturale des quartiers » ;
- sa politique sportive et culturelle, tout particulièrement portée par Paul Qaeze, avec : 
  - la mise à disposition gratuite « en dehors du temps scolaire des infrastructures communales » pour les associations et clubs sportifs, « tout en les responsabilisant dans leur entretien », et l'apport à ces derniers d'« un soutien technique et ﬁnancier » ;
  - l'aménagement de « petits équipements sportifs de proximité » tels que « mini terrains de foot, de basket et de volley dans les quartiers, là où les équipements n’existent pas », mais aussi d'« espaces gym dans les parcs publics, sur l’Anse-Vata et la promenade Pierre Vernier » dans le sud de la ville ;
  - le lancement de « la construction d’une piscine à Magenta », projet déjà proposé en 2008 et qui selon les candidats de la liste a fait l'objet chaque année du mandat sortante d'une inscription de crédits d'études, avec un « centre familial de loisirs aquatiques » ;
  - l'ouverture de « l’espace public à toutes les expressions culturelles et artistiques pour valoriser la créativité et permettre l’émergence de nouveaux talents (spectacles de rue, expositions régulières dans la ville et les quartiers, festival de la sculpture sur les plages…) » ;
  - la création d'un « foyer des Calédoniens, lieu de vie et de culture, de rencontres et d’échanges, d’expositions et de conférences sur [l']histoire » de la Nouvelle-Calédonie ;
  - l'apport d'« un soutien technique et ﬁnancier aux acteurs de la culture » ;
  - la relance de la « fête de la lumière » initiée en 2008 par l'assemblée de la Province Sud alors que Sonia Lagarde en était la vice-présidente ;
  - l'augmentation de « la subvention à la bibliothèque Bernheim afin de lui redonner les moyens de fonctionner correctement mais aussi de retrouver un partenariat plus actif pour des actions ciblées vers la lecture et la littérature » ;
  - la « réactivation » des « jumelages, en particulier celui avec la ville de Nice », qu'elle juge « laissé à l'abandon », dans un souci de rayonnement ;
- sa politique pour « l'avenir » surtout tournée vers la jeunesse et ses propositions en matière de nouveaux aménagements urbains :
  - la création d'« un Conseil Local de la Jeunesse [...] à destination des jeunes de 18 à 25 ans » ;
  - la multiplication « des accès Wi-Fi en partenariat avec l'OPT » (également proposée, pour certaines zones, par Gaël Yanno) ;
  - la promesse de demander « aux collectivités propriétaires du foncier à Nouville », considérée comme une « zone "fourre-tout", fortement squattée », afin « de s’engager, comme nous le réclamons depuis 2004, pour un aménagement concerté [...] en particulier pour permettre aux jeunes ménages d’accéder au logement et au foncier » (se voulant donc en rupture avec la politique menée par la municipalité sortante, les listes de Gaël Yanno et de Jean-Claude Briault proposent également un aménagement concerté de ce quartier mais dans une logique de continuité) ;
  - la promesse également de travailler « avec les collectivités propriétaires de l’Îlot Sainte Marie », au sud-est de la ville, pour en faire « une vaste zone de loisirs » et « une vitrine de l’excellence environnementale » ;
- sa politique environnementale et d'hygiène publique, critiquant notamment fortement l'aménagement entrepris par la majorité sortante de la station d'épuration James-Cook près du centre-ville, remettant en cause la durée de réalisation (estimée à « 20 ans ») ainsi que la localisation (parlant ironiquement de « monument de bienvenue à Nouméa »), et accusant les réseaux d'assainissemeLnt comme étant « encore vétustes pour la plupart d’entre eux », elle propose :
  - l'accélération de « la réfection des réseaux d’eau et d’assainissement » ;
  - la promesse de se montrer « plus exigeants vis-à-vis du concessionnaire en charge du nettoyage de la voie publique » ;
  - l'installation de « toilettes publiques en ville, propres et sécurisées » ;
  - la lutte « contre toutes les formes de pollution : qualité de l’air et de l’eau, nuisances sonores… », notamment en faisant pression auprès de la Nouvelle-Calédonie ou autres acteurs concernés « pour que des lois de pays sur l’air et sur l’eau soient enﬁn votées par le Congrès » ou pour soutenir le déplacement de « l’aérodrome de Magenta vers La Tontouta », s'opposant de ce fait à la proposition de Gaël Yanno en faveur d'un nouvel aéroport domestique en baie de Koutio ;
  - l'engagement « pour une mise en place progressive du tri sélectif en favorisant une valorisation locale de nos déchets » ;
- ses mesures concernant la circulation et les transports, avec surtout :
  - des attaques vives contre le bilan du maire sortant Jean Lèques et de sa majorité, parlant d'« incohérences » et d'« absence de vision ». Elle critique par exemple la réalisation de ronds-points ensuite supprimés aux carrefours du général Patch (dit du Pacifique) et Berthelot (dit de Mageco) à l'entrée nord du centre-ville, parlant de « centaines de millions d’argent public partis en fumée », ou encore la « voie de contournement par la 2e Vallée du Tir » qui, selon elle, « va provoquer une perte de chiffre d’affaires des commerçants alentour sans pour autant résoudre les problèmes de circulation » ;
  - la revendication de la paternité de l'idée à l'origine du projet de transport en commun en site propre dit « Néobus », qu'elle estime repris par la municipalité sortante et la Province Sud de sa proposition faite en 2008 de créer un tramway (de tels modes de transport en commun n'avaient en effet été envisagés, selon des modalités différentes, en 2008 que par la liste de Sonia Lagarde, les deux listes indépendantistes du FLNKS Sylvain Pabouty et du Parti travailliste Jean Durut et la liste « accordiste » de Jean-Raymond Postic). Sur le dossier du « Néobus », qu'elle souhaite donc poursuivre, elle propose « la mise en place d’horaires précis et respectés », « un maillage des quartiers efﬁcace », « la sécurisation des gares routières » et « l’utilisation de la voie réservée au Neobus pour les véhicules prioritaires (police, pompiers, ambulances) » ;
  - l'engagement d'« une vaste concertation pour mettre en place un plan d’actions visant à améliorer les conditions de circulation et réduire la problématique du tout voiture », en prenant par exemple « en considération le transport maritime, l’aménagement d’horaires décalés, le transport scolaire... » ;
- ses propositions concernant l'intercommunalité, avec :
  - l'organisation d'« une coopération des polices municipales », des « services d’incendie et de secours » et des « équipes dédiées à la prévention de la délinquance » ;
  - la promesse d'« une plus grande concertation, tant en termes de programmation que d’accompagnement des familles » concernant le « droit au logement » ;
  - l'engagement de créer une réflexion commune pour les « problèmes de circulation et de transport, d’urbanisme, d’environnement, de gestion des déchets et de l’eau » ;
  - « la mise en place de navettes maritimes » dans le Grand Nouméa, déjà envisagée entre le Mont-Dore et le centre-ville de Nouméa par le Syndicat mixte des transports urbains qui réunit les quatre communes de l'agglomération (Nouméa, Mont-Dore, Dumbéa et Païta) et la Province Sud, collectivités toutes dominées durant ces mandats municipaux et provinciaux s'achevant en 2014 par le Rassemblement-UMP et son allié L'Avenir ensemble.

### Indépendantistes et gauche
Une liste d'unité des indépendantistes, regroupant non seulement les quatre composantes du FLNKS (l'Union calédonienne, le Palika, l'UPM et le RDO) mais aussi la Dynamik unitaire Sud (DUS, formée en 2011 par des dissidents en Province Sud du Palika) de Sylvain Pabouty (qui avait été le candidat du FLNKS en 2008) ou le Parti travailliste. Mais des divisions sur la personnalité à investir comme tête de liste, sur le mode et le calendrier de désignation des candidats apparaît entre l'UC et ses alliés traditionnels (le RDO au sein du FLNKS ainsi que la DUS et le Parti travailliste) d'une part, qui privilégient dès le départ une concertation large en dehors des seuls cadres du FLNKS et une désignation rapide (avançant un temps la date du 1er février 2014 pour la présentation de la liste, qui ne peut finalement être respectée), et le Palika associé à une partie de l'UPM d'autre part, qui veulent au contraire négocier les candidatures à l'intérieur du FLNKS avant d'ouvrir les listes à d'autres partis surtout dans une optique de rassemblement de la gauche (notamment en s'alliant à la section locale du PS) et qui appellent à prendre le temps de la réflexion (quitte à attendre la fin de la période de dépôt légal des candidatures, soit le 6 mars 2014).
Lors d'un congrès extraordinaire réuni à Canala les 11 et 12 janvier 2014, l'Union calédonienne finalise sa stratégie pour les élections municipales et provinciales et soutient l'idée d'une liste unitaire « nationaliste », « presque » finalisée d'après les dirigeants du parti, et qui serait menée par Jean-Raymond Postic. Ce dernier est militant de l'UC depuis 2011 et depuis cette même année chef de cabinet de Gilbert Tyuienon, issu du même parti et vice-président du gouvernement de la Nouvelle-Calédonie chargé des Mines, des Infrastructures publiques, des Transports aérien domestique, terrestre et maritime et du Suivi du Schéma d'aménagement NC 2025. Mais Jean-Raymond Postic a également été conseiller municipal de Nouméa de 1995 à 2008, ainsi que tête de la liste « Nouméa, c'est ma ville » lors des élections municipales de 2008, qui était arrivée en quatrième position avec 5,61 %. Jusqu'à son adhésion à l'UC et son passage dans le camp indépendantiste, il était la principale figure de l'« accordisme », courant politique toujours resté largement minoritaire en Nouvelle-Calédonie et militant pour mettre de côté le clivage traditionnel « pour ou contre l'indépendance » afin de mettre l'accent sur la constitution d'un « destin commun » et d'une citoyenneté néo-calédonienne pluri-ethnique.
La candidature de Jean-Raymond Postic est également soutenue par la DUS, le RDO et le Parti travailliste mais est contestée par le Palika,. La rupture entre les deux camps semblent consommées lors de la réunion du bureau politique du FLNKS du 11 février 2014, à la suite de laquelle le Palika Charles Washetine affirme que « il y a deux listes aujourd’hui qui se dessinent » à Nouméa, le nom de Marie-Claude Tjibaou étant alors avancé pour porter les couleurs d'une liste progressiste et mettant en avant des valeurs de gauche plus que strictement indépendantistes.

#### Palika et Parti socialiste
Une liste baptisée « Engagement citoyen » est présentée par ses meneurs le 13 février 2014 depuis l'antenne de la section locale du Parti socialiste (PS), au centre-ville de Nouméa. Soutenue par cette dernière formation mais aussi par le Parti de libération kanak (Palika), issue de la division au sein du FLNKS, elle retrouve également beaucoup de personnalités de gauche (dont beaucoup d'anciennes figures de l'UC ou du mouvement indépendantiste) qui avaient déjà constitué, lors des élections provinciales de 2009, une liste dissidente à celle du FLNKS alors tirée par Rock Wamytan (UC) en Province Sud. Cette liste, à l'époque baptisée « Ouverture citoyenne », s'était positionnée dans une ligne de rupture avec le « clivage traditionnel » entre les « deux blocs » (indépendantistes contre anti-indépendantistes) au profit de la défense de la construction d'un « destin commun » et de valeurs de gauche. Elle avait réuni le 10 mai 2009, sous la conduite du Palika Louis Mapou, le sixième score provincial sur dix candidatures, avec 2 974 voix et 4,91 % des suffrages exprimés pour aucun élu.
La liste « Engagement citoyen » pour les municipales à Nouméa est menée par Marie-Claude Tjibaou, veuve du dirigeant historique du mouvement indépendantiste assassiné en 1989, Jean-Marie Tjibaou, elle-même une ancienne militante de l'UC et du FLNKS sous l'étiquette desquels elle a siégé au conseil municipal de Hienghène de 1995 à 2000 (commune dont son époux fut maire de 1977 à 1989) puis fut candidate aux élections sénatoriales de 2001. Elle a quitté ces deux affiliations pour participer à « Ouverture citoyenne » aux élections provinciales de 2009, étant alors candidate en deuxième position. Elle s'est également fait connaître comme une figure du monde culturel et social néo-calédonien, d'abord aux côtés de Jean-Marie Tjibaou (dans l'organisation du festival Mélanésia 2000 en 1975, puis en étant secrétaire du Fonds d'aide et de développement de l'Intérieur et des Îles ou FADIL puis de l'Organisme de développement de l'Intérieur et des Îles dit ODIL de 1976 à 1985, avant de mettre en place des projets de développement dans la Région Nord, présidée par son époux, de 1985 à 1988 pour l'Office de développement des régions ou ODER puis l'Agence de développement rural et d'aménagement foncier dit ADRAF), puis surtout, devenue veuve, en tant que présidente fondatrice du conseil d'administration de l'Agence de développement de la culture kanak (ADCK) à partir de 1990 et donc, à ce titre, également du Centre culturel Tjibaou. De plus, elle fonde en 1992 l'association « Violences sexuelles » tout en étant vice-présidente de l'association pour la protection contre les abus d’alcool (APAA). Elle est enfin membre du Conseil économique et social de la Nouvelle-Calédonie jusqu'en 1999, puis au CES (devenu le Conseil économique, social et environnemental, ou CESE, en 2008) national depuis 1999. Lors de l'annonce de sa candidature à la mairie de Nouméa en 2014, elle se présente comme « une citoyenne » plus que comme une femme politique et se justifie ainsi : « Si on doit construire la Nouvelle-Calédonie de demain, c’est à Nouméa où vivent la plupart des habitants de ce pays. S’il y a un travail à faire, c’est ici que je dois le faire ».
Le même jour est présentée l'équipe dirigeante de la liste « Engagement citoyen » : le secrétaire du PS local, Michel Jorda (11e sur la liste « Ouverture citoyenne » en 2009, candidat aux élections législatives de 2012 dans la 1re circonscription où il a recueilli 3,62 % des suffrages exprimés), en est le porte-parole, tandis que suivent Marie-Claude Tjibaou les candidatures de Mathias Djaïwé (FLNKS-Palika) ; Marie-Paule Robert (PS, ancienne responsable du centre de traitement des violences conjugales, candidate suppléante de Michel Jorda aux élections législatives de 2012) ; Élie Poigoune (5e de la liste « Ouverture citoyenne » en 2009, fondateur du « Groupe 1878 » à l'origine du mouvement indépendantiste dans les années 1970 puis du Palika et enfin du FLNKS, président fondateur de la Ligue des droits de l'homme de Nouvelle-Calédonie LDH-NC) ; Rolande Tourte-Trolue (FLNKS-Palika, 14e sur la liste FLNKS de Rock Wamytan en 2009, coordinatrice de la politique de la jeunesse kanak au Sénat coutumier, fondatrice en 1995 de l'association du Carrefour d'entraide des femmes de l'extrême Nord ou CEFEN) ; Jean-Pierre Déteix (ancien membre fondateur du FLNKS et de l'UC jusqu'en 2009, 7e de la liste « Ouverture citoyenne » en 2009, ancien secrétaire général du gouvernement provisoire de Kanaky présidé par Jean-Marie Tjibaou de 1984 à 1988, président fondateur en 1988 de l'Agence kanak de presse AKP, directeur de la campagne du comité de soutien néo-calédonien à la candidature de François Hollande à l'élection présidentielle de 2012) ; Alex Rodriguez (étudiant en commerce). Dès son lancement, la liste met l'accent sur le « rééquilibrage » entre les quartiers Nord et Sud, sur la réforme de la politique des transports, sur la création d’espaces de rencontres (par exemple une maison des associations) ou sur le « vivre ensemble » (notamment en proposant de créer des crèches municipales).

#### FLNKS, DUS, Parti travailliste et LKS
La campagne d'une liste unitaire indépendantiste, unissant trois des quatre composantes du FLNKS (l'UC surtout mais aussi le RDO et finalement l'UPM) à la DUS, au Parti travailliste et au LKS, est véritablement lancée à partir du 14 février 2014, avec une multiplication ce jour de la présence médiatique de sa tête de liste, Jean-Raymond Postic. Il est ainsi l'un des invités d'un débat organisé par la station Radio Rythme Bleu (RRB), l'opposant à Gaël Yanno, Jean-Claude Briault et Sonia Lagarde ; et le même jour, il est interrogé par la webtélé Koodji. Le nom de la liste, « Mouvement nationaliste unitaire », ainsi que son slogan, « Nouméa capitale océanienne de la diversité », et les principaux points du programme sont également avancés le 14 février. Dans les jours qui suivent, un site internet et une page Facebook sont également lancées. Jean-Raymond Postic met notamment l'accent sur le renforcement de la diversité et de la mixité sociale et culturelle, appelant à ce « que l’identité kanak soit pleinement reconnue et qu’elle s’affiche enfin dans le paysage de la ville ».

## Résultats
| Tête de liste            | Tête de liste        | Parti                 | Premier tour   | Premier tour | Second tour | Second tour | Sièges | Sièges |  |
| Tête de liste            | Tête de liste        | Parti                 | Voix           | %            | Voix        | %           | Sièges | %      |  |
| ------------------------ | -------------------- | --------------------- | -------------- | ------------ | ----------- | ----------- | ------ | ------ |  |
|                          | Sonia Lagarde        | CE                    | 12 431         | 36,28        | 17 696      | 51,62       | 40     | 75,47  |  |
|                          | Gaël Yanno           | MPC-RPC-MRC           | 11 875         | 34,66        | 16 588      | 48,38       | 12     | 22,64  |  |
|                          | Jean-Claude Briault* | R-UMP-AE-LMD-MoDem    | 5 284          | 15,42        | 16 588      | 48,38       | 1      | 1,89   |  |
|                          | Jean-Raymond Postic  | UC-RDO-UPM-DUS-PT-LKS | 2 351          | 6,86         |             |             |        |        |  |
|                          | Marie-Claude Tjibaou | LP-Palika             | 1 565          | 4,57         |             |             |        |        |  |
|                          | Bertrand Cherrier    | CP                    | 754            | 2,20         |             |             |        |        |  |
|                          |                      |                       |                |              |             |             |        |        |  |
| Inscrits                 | Inscrits             | Inscrits              | Inscrits       | 57 503       | 100,0       | 57 506      | 100,0  |        |  |
| Abstentions              | Abstentions          | Abstentions           | Abstentions    | 22 503       | 39,13       | 22 137      | 38,5   |        |  |
| Votants                  | Votants              | Votants               | Votants        | 35 000       | 60,87       | 35 369      | 61,5   |        |  |
| Blancs et nuls           | Blancs et nuls       | Blancs et nuls        | Blancs et nuls | 740          | 1,29        | 1 085       | 1,89   |        |  |
| Exprimés                 | Exprimés             | Exprimés              | Exprimés       | 34 260       | 59,58       | 34 284      | 59,62  |        |  |
| * Liste du maire sortant |                      |                       |                |              |             |             |        |        |  |